# Blanche-Neige et les Sept Nains
Pour les articles homonymes, voir Blanche-Neige (homonymie).
Vous lisez un « article de qualité » labellisé en 2008.  Il fait partie d'un « thème de qualité ».
Série Classiques d'animation Disney
Pinocchio
(1940)
Pour plus de détails, voir Fiche technique et Distribution.
Blanche-Neige et les Sept Nains (Snow White and the Seven Dwarfs) est le premier long-métrage d'animation et « classique d'animation » des studios Disney. Sorti le 21 décembre 1937, il est adapté du conte éponyme des frères Grimm paru en 1812 et fortement ancré dans les traditions européennes.
S’il n'est pas, contrairement à ce qui est souvent affirmé, le premier long-métrage d'animation de l'histoire du cinéma, Blanche-Neige et les Sept Nains éclipse ses prédécesseurs en raison de l'impact qu'il a eu sur le public aux États-Unis comme à l'international, grâce au travail des nombreux artistes des studios Disney. Considéré par beaucoup comme un chef-d'œuvre, le film marque aussi une étape dans l'animation et même le septième art par les innovations tant techniques qu'artistiques développées et utilisées pour ce film. Le budget de production, 1,48 million de dollars, marque un record pour l'époque. L'investissement réalisé par l'entreprise fondée par Walt Disney a été largement rentabilisé par les revenus engendrés à la sortie et toujours aujourd'hui, faisant du film un succès indéniable.

## Synopsis
Un livre de contes intitulé Blanche-Neige et les Sept Nains s'ouvre et une voix entame la narration du conte. Il explique que Blanche-Neige est une princesse vivant auprès de sa vaniteuse et malveillante belle-mère, la Reine. Courroucée et jalouse de la beauté de Blanche-Neige, elle l'oblige à faire des tâches ménagères et à se vêtir de haillons. La Reine demande quotidiennement à son Miroir magique « Qui est la plus belle du royaume ? », et aime entendre en réponse qu'il s'agit d'elle-même.
L'action débute lorsqu'un jour, la Reine interrogeant son miroir magique, celui-ci lui répond que la plus belle du royaume est dorénavant la princesse Blanche-Neige. Peu après, celle-ci, alors qu'elle lave l'escalier du château tout en chantant, est aperçue par un prince qui, ébloui, lui chante son amour. La Reine ordonne alors à son fidèle chasseur d'emmener Blanche-Neige dans les bois et de la tuer. Pour preuve de la mort, elle lui demande de ramener son cœur dans un coffret à bijoux. Le chasseur ne peut accomplir cette tâche morbide et ordonne à Blanche-Neige de s'enfuir dans la forêt, tuant à sa place une biche dont il ramène le cœur à la méchante belle-mère de Blanche-Neige, la Reine.
Dans sa fuite pour échapper au sort que lui réserve sa méchante belle-mère, la Reine, Blanche-Neige se retrouve perdue et apeurée dans la forêt. La peur transforme les arbres biscornus en des créatures effrayantes et agressives et Blanche-Neige s'effondre en pleurs. Des animaux de la forêt se rapprochent, la rassurent en chantant. Elle leur demande un refuge; ils la conduisent à une chaumière située dans une clairière perdue au fond des bois. Les propriétaires sont absents. Elle découvre sept petites chaises autour d'une table et imagine que c'est l'habitat de sept enfants orphelins. La chaumière est en désordre, empoussiérée. Blanche-Neige décide de la nettoyer dans l'espoir que ses occupants accepteront alors de l'héberger. Aidée par les animaux de la forêt, elle enlève la poussière, lave la vaisselle et le linge.
Les habitants de la chaumière, sept nains adultes nommés Prof, Grincheux, Simplet, Atchoum, Timide, Dormeur et Joyeux, travaillent dans une mine de diamant ; à cinq heures, ils quittent le travail et rentrent chez eux en sifflant gaiement. Pendant ce temps, Blanche-Neige, fatiguée, s'assoupit dans la chambre à l'étage. À leur retour, les sept nains s'aperçoivent que leur chaumière est occupée et pensent qu'un intrus a envahi leur maison. Inquiets, ils entrent timidement, découvrent la maison propre et la vaisselle rangée, croient qu'un monstre s'est endormi à l'étage mais découvrent finalement une jeune femme allongée en travers de trois lits. Blanche-Neige se réveille et les nains se présentent. Ils acceptent joyeusement de l'accueillir comme invitée. Elle leur sert le souper qu'elle a préparé, les ayant préalablement forcés à se laver les mains. Après le dîner, ils jouent de la musique et chantent pour elle ; elle danse avec eux et leur raconte son histoire. Blanche-Neige monte dormir à l'étage, fait une prière ; les sept nains restent dormir en bas.
Le même jour, la Reine demande à nouveau à son miroir magique qui est la plus belle du royaume. Le miroir magique lui apprend que Blanche-Neige est toujours vivante et l'informe du lieu où elle vit. Furieuse, la méchante belle-mère de Blanche-Neige, la Reine, concocte une potion qui la transformera en une vieille femme et décide d'offrir à Blanche-Neige une pomme empoisonnée qui la plongera dans un sommeil de mort éternel, le sort ne pouvant être brisé que par le premier baiser de son prince charmant, l'homme qu'elle aime.
Le lendemain matin, alors que les sept nains sont partis travailler à la mine, Blanche-Neige prépare une tarte aux prunes. Elle ne se méfie pas de la vieille femme et méchante sorcière qui arrive à la chaumière et qui lui offre une pomme magique ayant selon elle le pouvoir d'exaucer un vœu. Elle croque dans la pomme empoisonnée et tombe inanimée. Avertis par les animaux de la forêt, les nains reviennent à leur cabane et prennent la sorcière en chasse. Alors que l'orage gronde, celle-ci fuit, se trouve acculée sur un éperon rocheux et tente de pousser un rocher sur ses poursuivants. Un éclair frappe la falaise, brisant l'éperon rocheux sur lequel elle se dressait, la faisant basculer dans le vide.
Hélas, il est trop tard pour Blanche-Neige qui, ensorcelée dans le sommeil de mort éternel de la pomme empoisonnée, semble morte. Les sept nains se refusent à enterrer sa dépouille et, à la place, lui confectionnent un cercueil de verre, rehaussé d'or, disposé dans une clairière de la forêt. Au fil des saisons, ils se recueillent avec les animaux forestiers sur le corps de Blanche-Neige, resté intact.
Cependant, le prince a cherché partout celle dont il est épris. Apprenant le sort d'une jeune femme plongée dans un sommeil éternel, il parvient jusqu'à la clairière où les sept nains ont entreposé le cercueil de verre et il découvre que la jeune fille qui y repose n'est autre que Blanche-Neige. La pensant morte, il lui donne un baiser d'adieu. Mais il s'agit d'un premier baiser d'amour qui rompt dès lors le charme qui maintenait la princesse endormie. Les animaux et les sept nains dansent de bonheur lorsque Blanche-Neige se réveille. Le prince place cette dernière sur son cheval blanc et l'emmène vers son château. L'ultime page du livre, qui se referme, indique qu'ils vécurent heureux éternellement.

## Fiche technique
- Titre original : Snow White and the Seven Dwarfs
- Titre français : Blanche-Neige et les Sept Nains
- Réalisation : David Hand (supervision)
- Réalisation des séquences : William Cottrell, Wilfred Jackson, Larry Morey, Perce Pearce et Ben Sharpsteen
- Scénario : Ted Sears, Otto Englander, Earl Hurd, Dorothy Ann Blank, Richard Creedon, Dick Rickard, Merrill De Maris et Webb Smith d'après Schneewittchen de Jacob et Wilhelm Grimm
- Conception graphique :
  - Direction artistique : Charles Philippi, Hugh Hennesy, Terrell Stapp, McLaren Stewart, Harold Miles, Tom Codrick, Gustaf Tenggren, Kenneth Anderson, Kendall O'Connor et Hazel Sewell
  - Décors : Samuel Armstrong (supervision)[1], Mique Nelson, Phil Dike, Merle Cox, Ray Lockrem, Claude Coats, Maurice Noble
  - Conception des personnages : Albert Hurter et Joe Grant
- Animation :
  - Supervision de l'animation : Hamilton Luske, Vladimir Tytla, Fred Moore et Norman Ferguson
  - Animateurs : Frank Thomas, Dick Lundy, Art Babbitt, Eric Larson, Milt Kahl, Robert Stokes, James Algar, Al Eugster, Cy Young, Joshua Meador, Ugo D'Orsi, George Rowley, Les Clark, Fred Spencer, Bill Roberts, Bernard Garbutt, Grim Natwick, Jack Campbell, Marvin Woodward, James Culhane, Stan Quackenbush, Ward Kimball, Wolfgang Reitherman et Robert Martsch
  - Animateurs[2] : Paul Busch, Andy Engman, Hugh Fraser, Campbell Grant, John McManus, Amby Paliwoda, Tony Rivera, Louie Schmitt, Sandy Strother, David Swift, Riley Thomson, Cornett Wood, Michael Lah (non crédités)
  - Assistants animateurs[2] : Marc Davis, Ollie Johnston, John Lounsbery, Lester Novros (non crédités)
  - Cadrage (Layout)[2] : Lou Debney, Kendall O'Connor (non crédités)
- Musique : Leigh Harline et Paul J. Smith
  - Chansons : Larry Morey (paroles), Frank Churchill (musique)
- Production : Walt Disney
- Société de production : Walt Disney Productions
- Société de distribution : RKO Radio Pictures
- Pays :  États-Unis
- Langue : anglais
- Budget : 1,48 million USD[3]
- Format : Couleurs (Technicolor) - 35 mm - 1,37:1[4] - Son mono (RCA Sound Recording)
- Durée : 83 minutes
- Dates de sortie[5] :
  - États-Unis : 21 décembre 1937
  - Canada : 5 avril 1938
  - France : 6 mai 1938
  - Belgique : 26 mai 1938
- Affiche : Bernard Lancy (France)

Sauf mention contraire, les informations proviennent des sources concordantes suivantes : Leonard Maltin, Pierre Lambert, et John Grant

## Distribution

### Voix originales
- Adriana Caselotti : Snow White (Blanche-Neige)
- Lucille La Verne : Queen (La Reine) / Peddler Hag, Witch (La Sorcière)
- Pinto Colvig : Grumpy (Grincheux) / Sleepy (Dormeur)
- Roy Atwell : Doc (Prof)
- Billy Gilbert : Sneezy (Atchoum)
- Scotty Mattraw : Bashful (Timide)
- Otis Harlan : Happy (Joyeux)
- Eddie Collins : Dopey (Simplet) / Sounds effects (effets sonores)
- Harry Stockwell : Le Prince
- Moroni Olsen : Magic mirror (Le Miroir magique)
- Stuart Buchanan : Huntsman (Humbert le Chasseur)
- Marion Darlington : Birds sounds (chants d'oiseaux)
- James MacDonald : yodel

Sources : Leonard Maltin, Pierre Lambert, et John Grant

### Voix françaises

#### 1erdoublage(1938)
- Christiane Tourneur : Blanche-Neige
- Béatrice Hagen : Blanche-Neige (voix chantée)
- Adrienne D'Ambricourt : la Reine / la Sorcière
- Eugene Borden : Prof
- André Cheron : Grincheux / Le Chasseur
- Charles de Ravenne : Joyeux
- Marcel Ventura : le Prince
- Jean De Briac, Roger Valmy et Louis Mercier : voix additionnelles

Doublage français réalisé par les studios Disney (Hollywood) ; direction artistique : Marcel Ventura, assisté d'Alfred A. Fatio ; supervision artistique : Stuart Buchanan.
Sources : La Gazette du doublage, Film perdu et Dans l'ombre des studios.

#### 2edoublage(1962)
- Lucie Dolène : Blanche-Neige
- Claude Gensac : la Reine
- Marie Francey : la Sorcière
- Richard Francœur : Prof
- Jean Daurand : Atchoum
- Claude Germain : Atchoum (chant)
- Georges Hubert : Dormeur
- Léonce Corne : Grincheux
- Raymond Rognoni : Joyeux
- Henry Tallourd : Joyeux (chant)
- Maurice Nasil : Timide
- Pierre Marret : Timide (chant)
- Jean Cussac : le Prince / Grincheux (chant)
- André Valmy : le Chasseur
- Serge Nadaud : le Miroir magique

Doublage français réalisé par la Société parisienne de sonorisation (SPS) ; direction artistique : Serge Nadaud ; direction musicale : André Theurer ; adaptation : Pierre-François Caillé ; supervision artistique : Jack Cutting.
Sources : Pierre Lambert et Dans l'ombre des studios.

#### 3edoublage(2001)
- Valérie Siclay : Blanche-Neige
- Rachel Pignot : Blanche-Neige (chant)
- Sylvie Genty : la Reine
- Katy Vail : la Sorcière
- Jean-Claude Donda : Prof
- Bernard Alane : Atchoum
- Patrice Dozier : Dormeur
- Gérard Rinaldi : Grincheux
- Jean-Loup Horwitz : Joyeux
- Michel Mella : Timide
- Jean Stout : Timide (chant)
- Pierre Tessier : le Prince
- Olivier Cantore : le Prince (chant)
- Jean-Claude Balard : le Miroir magique
- Marc Alfos : le Chasseur
- Philippe Catoire : le Narrateur
- Michel Barouille, Francine Chantereau, Olivier Constantin, Georges Costa, Michel Costa, Graziella Madrigal, Jacques Mercier, Dominique Poulain : chanteurs

Doublage français réalisé par Cinéphase pour Disney Characters Voices International ; direction artistique : Barbara Tissier ; direction musicale : Georges Costa ; enregistrement : Vincent Demortin (dialogues), Thierry Gault (chansons) ; superviseurs créatifs : Daisy Nichols et Boualem Lamhene.
Sources : Carton de doublage du DVD édition collector zone 2 et Dans l'ombre des studios.

## Distinctions
En 1989, Blanche-Neige et les Sept Nains a été sélectionné par la Bibliothèque du Congrès pour figurer au National Film Registry.
Blanche-Neige et les Sept Nains est présent dans différents classements établis par l'American Film Institute :
- il est aujourd'hui classé trente-quatrième dans le « top 100 des plus grands films américains » après avoir été classé quarante-neuvième en 1997[15].
- Some Day My Prince Will Come est dix-neuvième au classement des plus grandes chansons du cinéma américain[16].
- la Reine figure à la dixième place du « top 50 » des plus grands méchants du cinéma[17].
- le film est classé premier dans le « top 10 des meilleurs films d'animation »[18].

Ce film fait partie de la Liste du BFI des 50 films à voir avant d'avoir 14 ans établie en 2005 par le British Film Institute.
Le 5 février 2004, une cérémonie de dépôt d'empreintes avec Blanche-Neige a lieu devant le Grauman's Chinese Theatre à Los Angeles.

### Récompenses
- Mostra de Venise 1938 : Grand trophée d'art de la Biennale[20]
- Oscars 1939 : Oscar d'honneur (représenté par 8 statuettes dont sept petites) avec la mention « Innovation indiscutable dans le domaine de la cinématographie ayant charmé des millions de spectateurs et ayant ouvert au cinéma de vastes perspectives »[21], remis à Walt Disney par Shirley Temple[22].
- Young Artist Awards 1983 : Jackie Coogan Award[23].
- Motion Picture Screen Cartoonists Awards 1987 : prix spécial pour le 50e anniversaire du film[24] associé à une Étoile sur le Hollywood Walk of Fame au 6912 Hollywood Boulevard[25],[19].
- DVD Exclusive Awards (en) 2001 : Meilleurs suppléments pour un DVD[24].

### Nominations
- Oscars 1938 : Meilleure partition originale[21].

- DVD Exclusive Awards 2001 : Meilleur menu de DVD et Meilleures scènes supplémentaires[24].

## Sorties cinéma
Sauf mention contraire, les informations suivantes sont issues de l'Internet Movie Database.

### Premières nationales
- États-Unis : 21 décembre 1937 (première mondiale à Los Angeles, Californie)[26] ; 4 février 1938 (sortie nationale)
- Brésil : 10 janvier 1938
- Argentine : 26 janvier 1938
- Royaume-Uni : 24 février 1938 (Londres) ; 12 mars 1938 (sortie nationale)
- Canada : 5 avril 1938
- France : 6 mai 1938
- Belgique : 26 mai 1938
- Italie : 8 août 1938 (Mostra de Venise 1938) ; 8 décembre 1938 (sortie nationale)
- Australie : 18 août 1938
- Norvège : 12 septembre 1938
- Suède : 27 septembre 1938
- Pologne : 5 octobre 1938[27]
- Danemark : 9 septembre 1938
- Finlande : 16 octobre 1938
- Portugal : 9 mars 1938
- Hong Kong : 16 janvier 1941
- Espagne : 6 octobre 1941

- Autriche : 25 juin 1948
- Philippines : 24 septembre 1949
- République fédérale d'Allemagne : 24 février 1950
- Japon : 26 septembre 1950
- Liban : 30 juillet 1966
- Koweït : 11 juin 1984
- Allemagne : 2 avril 1992 (première sortie après la réunification)

### Ressorties principales
- États-Unis : juillet 1940[28] ; 22 février 1944 ; 13 février 1952 ; 7 février 1958 ; 11 juin 1967 ; 20 décembre 1975 ; 15 juillet 1983 ; 15 juillet 1987 (New York) ; 17 juillet 1987 (ressortie nationale) ; 2 juillet 1993 (dernière sortie au cinéma)[26]
- Suède : 17 décembre 1949 ; 22 décembre 1962 ; 22 décembre 1973 ; 17 décembre 1982 ; 27 mars 1992
- Italie : 13 février 1952 ; 13 décembre 1962 ; 19 décembre 1980 ; 27 mars 1992
- Danemark : 13 février 1952 ; 26 décembre 1962
- Japon : 17 décembre 1957 ; 9 mars 1968 ; 23 août 1980 ; 20 juillet 1985 ; 21 juillet 1990 ; 8 janvier 1994
- France : décembre 1944 ; 31 août 1951[29] ; 12 décembre 1962[30] ; 5 décembre 1973[31] ; 30 novembre 1983[32] ; 17 juillet 1987 (sortie limitée)[33] ; 12 février 1992[34] ; 2020 (à l’affiche dans de nombreux cinémas durant la pandémie de Covid-19).
- Finlande : 21 décembre 1962 ; 21 décembre 1973 ; 17 décembre 1982
- République fédérale allemande : 19 décembre 1975 ; 26 novembre 1983
- Australie : 19 mai 1992 ; 12 août 1993
- Espagne : 2 décembre 1983
- Royaume-Uni : 23 juillet 1993
- Allemagne : 1994
- Pologne : 25 mai 2001
- Norvège : 1er mai 2002

## Sorties vidéo
- 26 octobre 1994 : LaserDisc avec image restaurée et doublage de 1962[35].
- 25 novembre 1994 : VHS (plein écran) avec recadrage 4/3 en doublage de 1962 et LaserDisc avec format 1,66:1.
- 9 octobre 2001 : Double DVD Collector avec restauration numérique et nouveau doublage[36].
- 24 octobre 2001 : DVD avec restauration numérique et nouveau doublage[37].
- 24 octobre 2001 : VHS avec restauration numérique et nouveau doublage.
- 7 octobre 2009 : Double DVD Collector et Double Blu-ray avec nouvelle restauration et en HD pour le Blu-ray.

Source : Les Grands Classiques de Walt Disney

## Origines et production

### Sources et premières adaptations

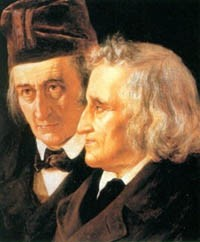
Les frères Grimm, auteurs du conte Blanche-Neige.

Le conte de Blanche-Neige est publié pour la première fois en 1812 en Allemagne, sous le titre Schneewittchen, dans un recueil écrit par les frères Grimm, Kinder- und Hausmärchen. La première traduction anglaise est publiée en 1823 sous le titre Snow-Drop dans le livre German Popular Stories d'Edgar Taylor.
La première adaptation cinématographique, un film muet produit par Siegmund Lubin, sort aux États-Unis le 1er mai 1903. Ce film est le point de départ d'une série d'adaptations de l'œuvre. En 1910 sort Le Petit Flocon de neige, produit en France et d'une durée de quinze minutes, suivi en 1913 d'une version d'Educational Films d'une durée de quarante minutes avec des enfants dans le rôle des nains,. C'est ce film qui introduit l'idée que Blanche-Neige est réveillée par un baiser du prince et non, comme dans la version des Grimm, lorsque le prince en soulevant le corps sans vie débloque le morceau de pomme empoisonné coincé entre les lèvres.
Le 21 décembre 1916 sort une nouvelle adaptation de Blanche-Neige, Snow White, un long métrage muet sur six bobines réalisé par J. Searle Dawley et produit par la Paramount Pictures avec Marguerite Clark dans le rôle de la Princesse,,. Ce film est diffusé en février 1917 au Convention Hall de la ville de Kansas City, avec quatre projecteurs sur quatre écrans,,. Walt Disney, un adolescent âgé de 15 ans habitant Kansas City, assiste alors pour la première fois à la projection d'un long métrage. Il voit le film sur deux des quatre écrans et en est très impressionné, mais il remarque qu'ils ne sont pas synchronisés. Ce film serait à l'origine de l'idée d'un long métrage d'animation.
Après plusieurs versions du classique des frères Grimm par différents studios, la Paramount sort le 30 mars 1933 un court métrage animé et sonore réalisé par Dave Fleischer, avec Betty Boop en Blanche-Neige.

### La nécessité de faire un long métrage
Contrairement aux idées reçues, le premier long-métrage d'animation de l'histoire du cinéma n'est pas Blanche-Neige et les Sept Nains mais El Apóstol, film muet argentin de 60 minutes réalisé par Quirino Cristiani et produit par Federico Valle en 1917. Cristiani a également réalisé en 1931 Peludópolis, le premier dessin animé sonore en long métrage. Ces deux films argentins ont été réalisés en papiers découpés. Avec la production italienne de 1936, Le Avventure di Pinocchio, toutefois resté inachevé, ce sont donc au moins trois longs métrages d'animation qui précèdent le classique de Disney. Blanche-Neige et les Sept Nains est en revanche le premier long-métrage d'animation au monde à la fois sonore et en couleurs. Disney se sert du procédé Technicolor qu'il a utilisé pour le court-métrage Des arbres et des fleurs (1932) de la série Silly Symphonies puis en exclusivité jusqu'en 1934, ainsi que d'autres technologies comme la caméra multiplane et le rotoscope.
À partir de 1924, Walt Disney se fait un nom dans le monde de l'animation en animant puis en réalisant plusieurs séries de courts métrages d'animation, les Alice Comedies (1924-1927), Oswald le lapin chanceux (1928) puis Mickey Mouse (à partir de 1928) et les Silly Symphonies (à partir de 1929). Mais, comme l'explique Christopher Finch, Disney n'est pas satisfait du succès de ses deux séries de courts métrages Mickey Mouse et Silly Symphonies avant 1934, moment où il éprouve sérieusement l'envie de faire un long métrage.
Il souhaite également développer son entreprise et diversifier ses activités au-delà du succès de ses dessins animés. Son choix est motivé par deux raisons. La première est financière : les courts métrages lui permettent de gagner juste assez d'argent pour en faire d'autres, pas plus. John Grant indique que les coûts de production augmentent mais pas les revenus. À la différence des films avec des vedettes telles que Charlie Chaplin ou Greta Garbo, un court métrage de Mickey Mouse ou comme Les Trois Petits Cochons (1933) ne reçoit qu'une faible part de la recette des exploitants de cinémas (moins de 60 000 USD pour le second). Comme Charlie Chaplin ou Laurel et Hardy avant lui dans les films comiques, il décide de passer au long métrage pour survivre car en dehors des produits dérivés de Mickey, le studio n'a pas d'autres revenus. Sa seconde motivation est plus artistique. Les courts métrages ne permettent pas d'enrichir les personnages, le scénario ou le réalisme. La durée de 8–9 minutes des courts métrages « l'empêche de s'échapper » pour raconter des histoires plus longues. Comme l'écrit Ted Sears à Isadore Klein en novembre 1933, « nous avons juste fini The Pied Piper et sommes parvenus à la conclusion que nos meilleures valeurs à l'écran sont les petits animaux mignons et que nous n'avons pas été assez loin pour appréhender les humains correctement ».
Disney décide alors d'investir sa fortune personnelle pour faire un long métrage d'animation, quitte à mettre en péril l'avenir de son studio. C'est au printemps de cette même année qu'il arrête son choix sur ce qui sera son premier long métrage et le premier d'animation hollywoodien, Blanche-Neige et les Sept Nains.

### Le projet
Le projet initial est connu sous le nom de « Feature Symphony », un long métrage basé sur un concept étendu des Silly Symphonies dans lesquelles la musique joue un rôle important. Personne ne sait exactement quand l'idée de ce projet s'est associée à l'histoire de Blanche-Neige mais à l'été 1934, le projet se concrétise. Bob Thomas raconte l'anecdote suivante :

« Un soir, les chefs animateurs reviennent au studio après un repas pris dans un café de l'autre côté d'Hyperion Avenue. Walt les attend dans un état d'excitation inhabituel et leur demande de le rejoindre dans le studio d'enregistrement. À la lumière d'une faible lampe, il raconte l'histoire de Blanche-Neige, mimant chaque scène, chaque personnage (les nains un par un) durant deux heures, et à la fin leur déclare : “ce sera notre premier long métrage !”. »

Ces faits sont corroborés par Grant. Richard Holliss et Brian Sibley citent Ken Anderson qui a des souvenirs plus détaillés : Walt Disney, après avoir offert 65 cents à ses collaborateurs pour qu'ils dînent dans le restaurant en face, aurait à son retour dévoilé son projet en décrivant chaque scène, jouant lui-même les personnages et fredonnant des chansons, de huit heures à minuit. Ce soir là, Walt Disney évalue également à 250 000 dollars le budget nécessaire pour faire le film.
Avant la fin de cet été, le projet d'un film de 90 minutes est divulgué. La presse pense que Disney est devenu fou et commence à employer la dénomination de « folie Disney » pour qualifier le futur film,,,. Kay Kamen, agent commercial de Disney, évoque le projet de long métrage avec plus de 150 000 dessins en avril 1935 lors d'une visite d'une usine à Omaha.
D'après certains « grands manitous » de Hollywood, aucun spectateur ne tiendra aussi longtemps devant un dessin animé « sans devenir aveugle » et tout le public sera lassé par les supposés gags qui jalonneront tout le film et quittera la salle avant la fin. Hal Thorne, responsable d'exploitation pour United Artists, distributeur du studio Disney, demande à Walt de « laisser dire toutes les choses possibles à propos du film tant que l'on parle du film ».

### LesSilly Symphonies, laboratoire pour le film
Durant toute l'élaboration du film, la série des Silly Symphonies sert de banc d'essais afin d'améliorer les techniques d'animation et ainsi en faire profiter Blanche-Neige et les Sept Nains. C'est ainsi que de nombreux nains et sorcières apparaissent dans les courts métrages du studio durant cette période, comme dans Les Enfants des bois. Des développements et formations sont lancés. Ils permettent d'élever la qualité des studios et de donner au long métrage la qualité voulue par Walt Disney.
Les courts métrages des Silly Symphonies souvent cités comme ayant servi de test sont :
- The Goddess of Spring (1934), avec Perséphone pour l'apparence du personnage de Blanche-Neige[58] ;
- Broken Toys (1935), avec la poupée aveugle pour la délicatesse des mouvements féminins de Blanche-Neige[59] ;
- Le Vieux Moulin (1937), pour les effets de profondeur grâce à la caméra multiplane[60].

En parallèle, Disney regroupe de nombreuses œuvres littéraires et des dessins de tous horizons au sein de la Disney Animation Library. Ainsi, durant l'été 1935, un voyage en Europe lui permet d'acheter 350 livres supplémentaires d'auteurs européens, élargissant les sources d'inspiration,. Robin Allan donne le détail suivant des livres reçus par la bibliothèque du studio entre le 5 juillet et le 24 septembre 1935 : 149 d'Allemagne, 90 de France, 81 du Royaume-Uni et 15 d'Italie.

### Le programme de formation des animateurs
À partir de ce moment, le studio cherche à étoffer ses équipes de production. Don Graham, professeur de dessin au Chouinard Art Institute et animateur des cours pour le studio (voir ci-dessous), a déjà la fonction de chasseur de têtes. Walt Disney lui demande en 1935 de recruter de nouveaux talents à travers les États-Unis,. Après la publication d'une offre d'emploi pour le studio, Graham passe trois mois à New York dans le RCA Building à étudier des portfolios d'artistes. Ce sont finalement près de 300 artistes qui convergent vers les studios. Contrairement aux artistes du studio déjà en place, beaucoup de candidats sortent de quatre années d'études universitaires tandis que certains sont des architectes ou des artistes de la publicité au chômage à cause de la Grande Dépression et malgré leurs bonnes aptitudes au dessin, ils ne sont pas des spécialistes de l'animation.
Afin d'aider les nouveaux animateurs, Disney avait déjà lancé plusieurs projets internes aux studios précédemment et poursuit donc sur cette voie durant la production de Blanche-Neige. Ben Sharpsteen et David Hand, responsables d'équipes d'apprentis depuis 1931, sont les premiers formateurs des animateurs récemment engagés par le studio. C'est d'ailleurs en voyant certains novices se perfectionner auprès d'animateurs expérimentés que Walt Disney avait engagé Don Graham en 1932, alors qu'il était professeur de dessin au Chouinard Art Institute. Dès lors, il supervise des séances de formation et d'entraînement interne et en soirée pour les membres des studios.
Cette méthode bien ancrée durant la production de Blanche-Neige, les nouveaux animateurs sont souvent mis à contribution au sein des équipes de Sharpsteen et Hand sur les Silly Symphonies.
La série, en plus d'expérimenter de nouvelles techniques, permet également de tester les animateurs fraîchement formés.
Pour parfaire l'animation des personnages, Walt Disney permet à ses animateurs d'étudier le mouvement via des cours en interne. Des acteurs en train de danser et bouger sont ainsi filmés pour permettre aux animateurs d'étudier leurs mouvements et les conséquences sur leur environnement, comme la réaction des vêtements. Des séances filmées auront aussi d'autres utilités.

### La pré-production
Afin de réaliser un film, et même avec un scénario initial très précis, de nombreuses étapes sont nécessaires avant l'animation proprement dite, et ces étapes sont nommées pré-production. Le scénario est durant cette phase en permanence susceptible d'être modifié. D'autres éléments comme la musique et les chansons, les décors, le développement des personnages et autres éléments qui permettent de créer l'ambiance et l'histoire du futur film, font partie de cette phase. Dans l'animation, le choix des acteurs interprétant les personnages entre également dans cette phase. Ce n'est pas le cas dans la plupart des films où les enregistrements sont considérés comme une étape de production. Les interprétations des acteurs servent souvent de base aux animateurs et font donc partie de la pré-production, les deux phases devenant parfois difficile à dissocier.

#### Le scénario
Une note interne permet de définir que la première ébauche du scénario de Blanche-Neige est prête le 9 août 1934,. L'histoire du conte de Blanche-Neige offre de nombreux éléments pour raconter une histoire plus longue : « une romance avec une héroïne attirante et un héros, la menace d'un horrible méchant ; la comédie et la bonté des nains, une fin heureuse, une histoire éternelle du folklore familière du public mondial ».
Un autre script daté de septembre 1934 ajoute des éléments spécifiques à la version Disney dont :
- la reine ne se déguise plus en vendeuse mais se transforme en sorcière,
- une seule tentative de meurtre par le chasseur et une d'empoisonnement avec la pomme,
- la léthargie stoppée par le baiser du prince et non par le rejet du morceau de pomme[44].

Frank Thomas et Ollie Johnston découpent le film en 14 séquences, ce qui semble être pour eux « une constante des films Disney » :
1. Introduction : La Reine et le Miroir magique ; Blanche-Neige dans la cour du château ; arrivée du prince
2. L'ordre de tuer Blanche-Neige ; Blanche-Neige et le chasseur
3. Panique dans les bois ; rencontre avec les animaux de la forêt ; arrivée au chalet des nains ; nettoyage de la maison
4. Les nains dans la mine ; retour de la mine et surprise dans le chalet
5. Découverte de Blanche-Neige ; la décision de la garder
6. Le lavage de mains des nains
7. La transformation de la Reine en Sorcière
8. Danse dans le chalet ; les nains offrent un lit à Blanche-Neige
9. Préparation de la pomme empoisonnée ; départ pour le chalet
10. Les nains partent travailler
11. La préparation de la tarte ; arrivée de la sorcière
12. Les nains sont avertis par les animaux mais reviennent trop tard ; Blanche-Neige empoisonnée et poursuite de la Sorcière qui tombe de la falaise
13. Les nains pleurent Blanche-Neige
14. Le cercueil de verre ; arrivée du Prince ; le baiser et le départ du couple

#### Une approche scénaristique plus poussée
Le conte de Blanche-Neige possède une trame scénaristique assez simple et les équipes du studio Disney ont dû « étirer le scénario » pour en faire un long métrage, et « équilibrer les motivations des personnages principaux avec les éléments comiques ajoutés, ici par l'intermédiaire des nains ».
Walt Disney a « besoin de la meilleure action qu'il peut obtenir » de ses artistes pour faire de Blanche-Neige un bon film. Cela nécessite un « travail de préparation attentionné » et « une analyse en plus du simple talent ». Walt Disney s'est aperçu à peu près à la même époque que :
1. dans les courts métrages, Mickey Mouse devenait de moins en moins le centre de l'action au profit des personnages secondaires tels que Dingo, Pluto ou Donald Duck. Pour rappel, ces derniers n'ont à l'époque pas encore leur propre série.
2. « les héros et héroïnes de contes ont l'aspect le moins intéressant de l'histoire »[69].

C'est pour ces deux raisons que les personnages secondaires, ici comiques, deviennent essentiels. En interagissant avec les personnages principaux, ils permettent de ne pas inverser les rôles principaux avec les secondaires et de parvenir à conserver l'histoire de base sans devenir une simple succession de situations comiques. Cette technique est aussi utilisée dans les archétypes des comédies musicales des années 1920 et 1930.
Afin d'arriver à cet équilibre entre les rôles, le film a nécessité de nombreux directeurs artistiques. Un des résultats du travail des scénaristes est que « les actions ne restent jamais centrées sur un seul personnage, ou pas trop longtemps ». La majorité des scènes-clés du film possèdent des ruptures où d'autres personnages interagissent ou réalisent des actions en simultané. Par exemple, la présentation des nains est intercalée avec la scène de nettoyage du chalet par Blanche-Neige et les animaux, et la transformation de la Reine en sorcière est intercalée avec celle de la fête au chalet.
Pour Walt Disney, le principal moteur de l'histoire est, et reste, la relation entre la Reine jalouse et Blanche-Neige sans soupçon. Certains éléments du conte sont ainsi supprimés et d'autres créés de toutes pièces par le département des scénarios, service créé par Walt Disney en 1931. Parmi les premiers, on peut citer les multiples tentatives d'assassinats fomentés par la reine, parmi les seconds l'individualisation des nains.
Robin Allan indique que le scénario de Disney se base sur l'adaptation théâtrale de Winthrop Ames, jouée à Broadway en 1912, elle-même basée sur Schneevittchen la version de l'auteur allemand Karl August Goetner, notamment avec la scène de transformation de la reine, une nécessité au théâtre pour éviter les temps morts. La scène de transformation n'est pas développée dans le conte original voire inexistante, c'est un accoutrement. Walt Disney avait vu avec sa femme une représentation de cette adaptation début février 1935 dans une école pour filles de Pasadena, et, dans un courrier daté du 9 février avait remercié et complimenté la directrice de l'établissement.

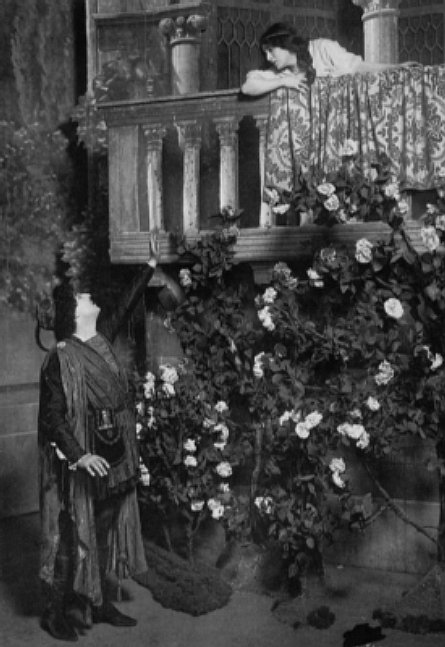
E. H. Sothern et Julia Marlowe dans Roméo et Juliette.

Disney mêle aussi des éléments de l'adaptation théâtrale Peter Pan jouée le 6 novembre 1905 à Broadway avec Maude Adams, dont le costume est similaire à celui de Marguerite Clark et de la Blanche-Neige de Disney. De cette histoire de Peter Pan, Disney reprend aussi la position maternelle de Wendy par rapport aux enfants perdus, qui doit les nourrir, faire le ménage et jouer avec eux, ce que Blanche-Neige fait avec les sept nains. D'autres emprunts à des contes apparaissent aussi comme la belle-fille en guenilles lavant la maison, emprunté à Cendrillon ou le baiser salvateur du prince dans La Belle au bois dormant.
Parmi les ajouts de Walt Disney, le plus important est sa décision de nommer les sept nains et de leur donner une personnalité, ce que résume Bruno Girveau en « génialement individualisé ». Bien que le ressort de la comédie soit souvent utilisé, Michael Barrier indique que « l'histoire n'est jamais une excuse pour le comique des nains, au contraire ce qu'ils font, est lié directement à l'histoire ».

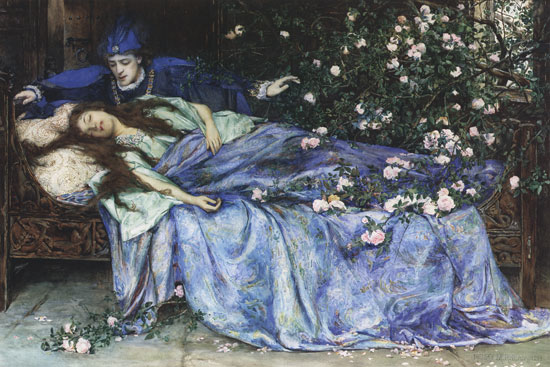
La baiser délivrant la princesse de son sommeil est un emprunt à l'histoire de La Belle au bois dormant.

Pour Girveau et Allan, l'histoire entre Blanche-Neige et le Prince ressemble quant à elle au Roméo et Juliette de George Cukor et « certaines scènes reprennent l'esthétique d'opérette de cette adaptation »,. La similitude est frappante dans la scène où le prince parle dans une cour d'un château à la princesse perchée à un balcon gothique, surmontant un parterre de fleurs, le tout est brutalement stoppé par le jour chez Shakespeare, par le regard empreint de jalousie de la reine cachée derrière ses rideaux chez Disney.

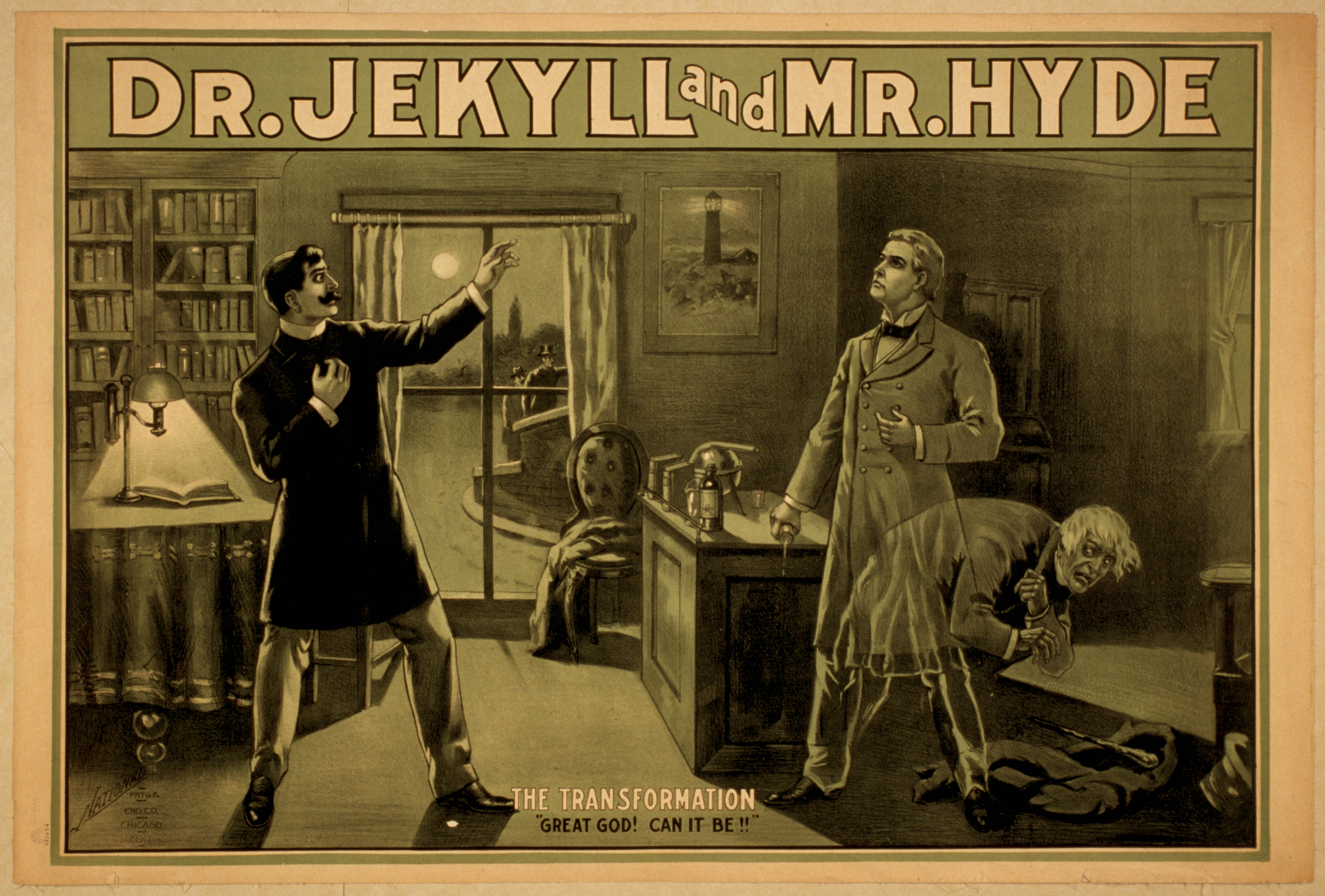
La transformation de la Reine en sorcière inspirée par celle du docteur Jekyll en Hyde.

Disney ajoute avec cette scène une étape préliminaire en faisant rencontrer le Prince et Blanche-Neige avant qu'elle ne s'endorme. L'amour du Prince né lors de la rencontre et non alors qu'il la voit endormie, n'est qu'une variation inhabituelle du conte. De plus, la scène du baiser délivrant la princesse est un emprunt à l'histoire de La Belle au bois dormant.
Les scènes de « méchanceté » ne s'inspirent pas du style de l'opérette mais ont plutôt des liens avec les films d'horreur,. Girveau associe la séquence de la transformation de la reine en sorcière, animée par Joe Grant et Art Babbitt, à Docteur Jekyll et M. Hyde (1931) de Rouben Mamoulian (avec Fredric March), alors que Grant indique lui s'être servi comme modèle du Docteur Jekyll et M. Hyde (1920) de John S. Robertson. Pour justifier son point de vue, Girveau précise que la première est plus allusive que démonstrative, comme la transformation de la méchante reine en sorcière dans Blanche-Neige, à l'opposé de celle de Robertson.

#### Concepts abandonnés et scènes supprimées
Parmi les nombreuses idées associées au développement des personnages, beaucoup ont été longuement travaillées mais pas nécessairement conservées dans le film final, comme l'apparition de la mère de Blanche-Neige dont la présence est visible en bande dessinée (cf. section dédiée). Le prince devait également avoir un rôle plus important, mais la difficulté qu'éprouvent les animateurs pour lui donner vie ont raison de son importance. Il ne faut pas oublier qu'il y a une histoire d'amour dans la trame scénaristique, une « histoire d'amour à l'ancienne pleine de musique, magnifique mais au tempo lent » comme l'écrivent Thomas et Johnston.
Un scénario abandonné, développé pour Allan à partir de la pièce de théâtre d'Adams et présenté par Disney le 15 octobre 1934, ajoute les éléments suivants,, : Blanche-Neige et le Prince s'embrassent brièvement dans la scène du puits, après que le Prince a escaladé le mur d'enceinte. Blanche-Neige se réfugie dans le château. Le Prince lui fait une sérénade à la mandoline mais trébuche dans la fontaine. Tous cela sous le regard de la Reine qui, folle de jalousie, fait arrêter et enfermer le Prince dans le donjon. Elle essaye de le forcer à l'épouser, manipule des squelettes, nommant l'un d'eux Prince Oswald (un « hommage » à Oswald le lapin chanceux) et part ensuite en riant aux éclats. Elle revient plus tard en sorcière et tente de le noyer avant de partir rejoindre Blanche-Neige. Les oiseaux le libèrent de sa cellule, il se bat contre les gardes, avec entre autres une scène où il s'accroche au chandelier, et part sur son destrier sauver Blanche-Neige.
Du côté des scènes supprimées, Koenig détaille dans son livre la scène de la soupe et celle de la construction du lit. Cette seconde scène est le résultat de l'idée d'un cadeau pour remercier Blanche-Neige, débutant à la sortie de la mine. Après plusieurs propositions, c'est le lit proposé par Dormeur qui l'emporte. Les animaux aident les nains à la confection.
Toutes les scènes coupées représentent pour Pierre Lambert 13 minutes de film supplémentaires, et donc des mois de travail et d'argent. Koenig liste quelques autres scènes coupées liées aux personnages :
- La mort en couches de la mère de Blanche-Neige
- Blanche-Neige enfant singeant avec un petit miroir sa belle-mère demandant au miroir magique « qui est la plus belle ? »
- Le chasseur parlant à Blanche-Neige mais ramassant des fleurs au lieu de tenter de la tuer
- Le chasseur emmené à la torture par des nubiens
- Blanche-Neige aidée par les oiseaux recousant les pantalons des nains
- Simplet chutant dans une rivière et autres gags liés aux nains

### Bande originale

#### Des musiques intégrées à l'histoire
Dès les débuts de Mickey Mouse, Walt Disney est convaincu de l'importance d'intégrer la musique et les chansons dans le récit et ce pour toute animation. La musique tient ainsi une part importante dans le film Blanche-Neige même si cela est moins marqué que dans Fantasia (1940) alors en production.
Certains manuscrits listent les chansons possibles, dont Un jour mon prince viendra. À l'origine, la séquence de cette chanson doit contenir une scène de rêve mais Walt Disney décide de la supprimer, considérant la réaction des nains à l'écoute du souhait de Blanche-Neige plus importante que la visualisation du fantasme de la princesse.
À propos de cette scène, Finch indique qu'elle devait traverser de nombreux lieux enchantés avant d'arriver au chalet des nains dont une Vallée des Dragons, un Marais des monstres, un monde inversé où les oiseaux volent à reculons et les arbres poussent les racines en haut, David Koenig ajoute « une suggestion du Magicien d'Oz ».
La chanson Un jour mon prince viendra entame une tradition dans les longs métrages Disney de « chanson de souhait » où le personnage évoque en chantant son désir le plus fort.
Robert Tienman, archiviste chez Disney, cite Walt Disney : « Quand nous avons commencé Blanche-Neige, nous avons gardé à l'esprit la valeur de raconter une histoire à travers une chanson comme pour Les Trois Petits Cochons… mais notre premier souci a été d'être sûrs que chaque chanson nous aidait à raconter l'histoire. »
Pour cela, les animateurs et compositeurs travaillent ensemble pour que tout soit parfaitement synchronisé, d'où la présence de Larry Morrey, l'un des compositeurs, comme directeur de séquences. Vingt-cinq chansons sont écrites pour le film avant que Walt Disney choisisse les 8 de la version finale. Leonard Maltin lui indique que pas moins de 32 chansons auraient été écrites pour le film. De plus, il souligne que de nombreuses séquences sont soutenues de bout en bout par la musique : la fuite dans la forêt, le nettoyage du chalet, les nains dans la mine ou la mort de la sorcière. Même les dialogues s'intègrent dans la mélodie.
En 1936, ayant obtenu la gestion des droits musicaux des Silly Symphonies depuis Les Trois Petits Cochons (1933), Saul Bourne apprend la production du long métrage et négocie les droits des chansons de ce film. Les frères Disney ayant des difficultés à finaliser le budget de production, ils acceptent l'offre mais Roy a fini par regretter cette décision.

#### Bande originale
La bande originale de Blanche-Neige et les Sept Nains a été la première bande originale à être commercialisée. Elle a été publiée en janvier 1938 sous le titre Songs from Walt Disney's Snow White and theSeven Dwarfs (with the Same Characters and Sound Effects as in the Film of That Title) et sous la forme d'une collection de trois 78 tours (Victor J-8)
Par la suite d'autres versions des musiques ont été par la suite publiées.
- Je souhaite (I'm Wishing)/Un chant (One Song) - Blanche-Neige, le Prince
- Un sourire en chantant (en) (With a Smile and a Song) - Blanche-Neige
- Sifflez en travaillant (Whistle While You Work) - Blanche-Neige
- Heigh-Ho - Les nains
- Bluddle-Uddle-Um-Dum (ou The Washing Song) - Les nains
- La Tyrolienne des nains (en) (The Silly Song ou The Dwarfs' Yodel Song) - Blanche-Neige, les nains
- Un jour mon prince viendra (Someday My Prince Will Come) - Blanche-Neige
- Heigh-Ho (reprise) - Les nains
- Un chant (One Song) (reprise) - le Prince et Chœur
- Un jour mon prince viendra (Someday My Prince Will Come) (reprise) - Chœur
- Music in Your Soup (non utilisée)
- You're Never too Old to Be Young (non utilisée)

### Le style du film
La première étape de l'équipe de Disney est de trouver les idées graphiques qui donneront l'identité du film. Chaque dessinateur laisse libre cours à son imagination, offrant ainsi une bonne base de travail pour la suite du processus avec un grand nombre de concepts (qu'ils appellent « esquisses inspirées »). Ensuite vient l'étape du storyboard, mis au point par le studio pour ses productions précédentes, où le film prend réellement forme et où il est maintenant possible de voir l'évolution des personnages et des séquences. Cette étape permet de faire le tri dans les idées et ainsi supprimer ce qui semble superflu ou irréalisable.
Pour assurer le réalisme, des modèles de personnages et des décors sont fabriqués en trois dimensions. Chaque détail est ainsi pris en compte. Avec Blanche-Neige et les Sept Nains, le travail des animateurs évolue par rapport à ce qu'ils ont l'habitude de faire. Les dessins animés précédents sont très burlesques et agressifs, et il faut maintenant concevoir une animation basée sur un comportement plus sensible et subtil.

#### L'Europe, source du film

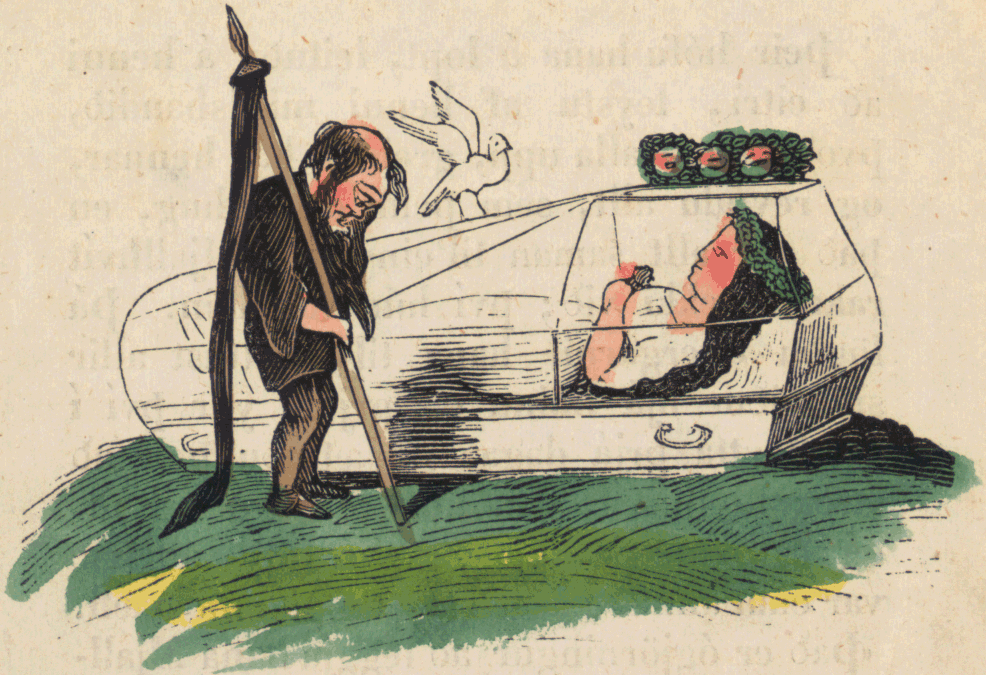
Illustration de Mjallhvít (1852), une traduction islandaise du conte des Grimm.

Le film de Blanche-Neige réalisé par Walt Disney possède des racines plus que fortes avec l'Europe. Dans le cadre de l'exposition Il était une fois Walt Disney, Robin Allan a extrait un long article intitulé Les sources européennes de Disney de son ouvrage Walt Disney and Europe: European Influences on the Animated Feature Films of Walt Disney détaillant les sources d'inspirations connues pour les films produits par les studios Disney de 1920 à 1959, période pendant laquelle Walt Disney s'intéresse moins au film et plus à la création du parc Disneyland. Cet article est présent dans le catalogue de l'exposition Il était une fois Walt Disney : Aux sources de l'art des studios.
Walt Disney avait une culture populaire forte qui à la fois s'ancre sur la tradition des contes européens et se complète avec cette culture ravivée, plutôt entretenue, par les vagues d'immigration vers les États-Unis ou dans le cas de ce film par des demandes de collaboration d'Européens.
Le premier élément d'européanisme chez Disney est assez simple. Walt Disney est d'origine irlandaise et son premier collaborateur Ub Iwerks est lui d'origine néerlandaise. Autre élément simple, le conte de Blanche-Neige est bien sûr d'origine européenne, ce que certains résumeront à « d'origine allemande » en raison de la publication par les frères Grimm.
Sans que cela soit une décision explicite, de nombreux artistes ayant rejoint Disney pour la conception et la production de Blanche-Neige sont d'origine européenne. Robin Allan cite :
- Le Suisse Albert Hurter qui après un passage par le pôle new-yorkais de l'animation américaine, rejoint Disney en 1931[96],[97]. Il avait une formation artistique classique et avait une grande connaissance de l'histoire de l'art[97]. Il aurait fait connaître à ses collègues des auteurs européens comme les Allemands Wilhelm Busch, Heinrich Kley ou Hermann Vogel[96]. Des ouvrages de ce dernier ont même été acquis par le studio car ils comprenaient de nombreuses illustrations dont une Blanche-Neige blonde dans la forêt entourée d'animaux[98]. À partir des esquisses, Ken Anderson a réalisé à la demande de Walt une maquette du chalet qui a ensuite servi d'inspiration aux animateurs, aux artistes de layout à définir les angles de vues, etc[99]. Pour Pierre Lambert, il est « sans conteste l'artiste le plus influent de la conception du film »[100] et était consulté pour approuver le moindre choix artistique, que ce soit pour une maquette ou pour les vêtements des personnages[97]. Selon Disney, Hurter était celui qui avait le dernier mot en ce qui concerne l'environnement féerique imprégnant le film[97].
- Le Suédois Gustaf Tenggren, installé aux États-Unis depuis 1920, rejoint Disney en 1936 spécialement comme directeur artistique sur Blanche-Neige[96]. Il a retranscrit le paysage des forêts suédoises dans les scènes d'extérieur et la qualité des ouvrages en bois scandinaves, présents dans la maison de son grand-père, au travers des sculptures du chalet des nains[96]. Il a aussi réalisé l'affiche originale du film[96]. Ses esquisses comportent les éléments donnant à la forêt un aspect vivant et terrifiant[101]. Pour son travail, il s'est inspiré de l'illustrateur britannique Arthur Rackham[97].
- Le Hongrois Ferdinand Horvath, arrivé dans les années 1920 aux États-Unis et travaillant comme illustrateur à New York[97], a été engagé pour réaliser les études préliminaires, dont celle de la fuite dans la forêt[102]. Malgré cela, il était presque inconnu au sein du studio et aurait pour cette raison quitté le studio peu avant la sortie du film[103].

#### Les décors
Les arrière-plans créés par Samuel Armstrong et son équipe sont des mondes qui semblent avoir leur propre histoire. Ces décors influencent directement les personnages, comme peuvent le faire de vrais décors dans un long métrage classique. L'environnement est aussi expressif que la gestuelle des personnages.
Une fois qu'une scène de l'histoire est approuvée, un artiste crée un dessin au crayon (appelé maquette) qui sert de projet pour la composition de la scène. La maquette est composée de plusieurs couches sur lesquelles sont isolés les différents éléments de la scène (par exemple, sur une couche est représentée une table, et sur une autre un objet censé se trouver sur cette table). Le but de la maquette est de déterminer l'emplacement de l'action et le mouvement de caméra qui sera utilisé. Les maquettes sont ensuite utilisées pour positionner les personnages et servent de modèle pour colorer les arrière-plans définitifs.

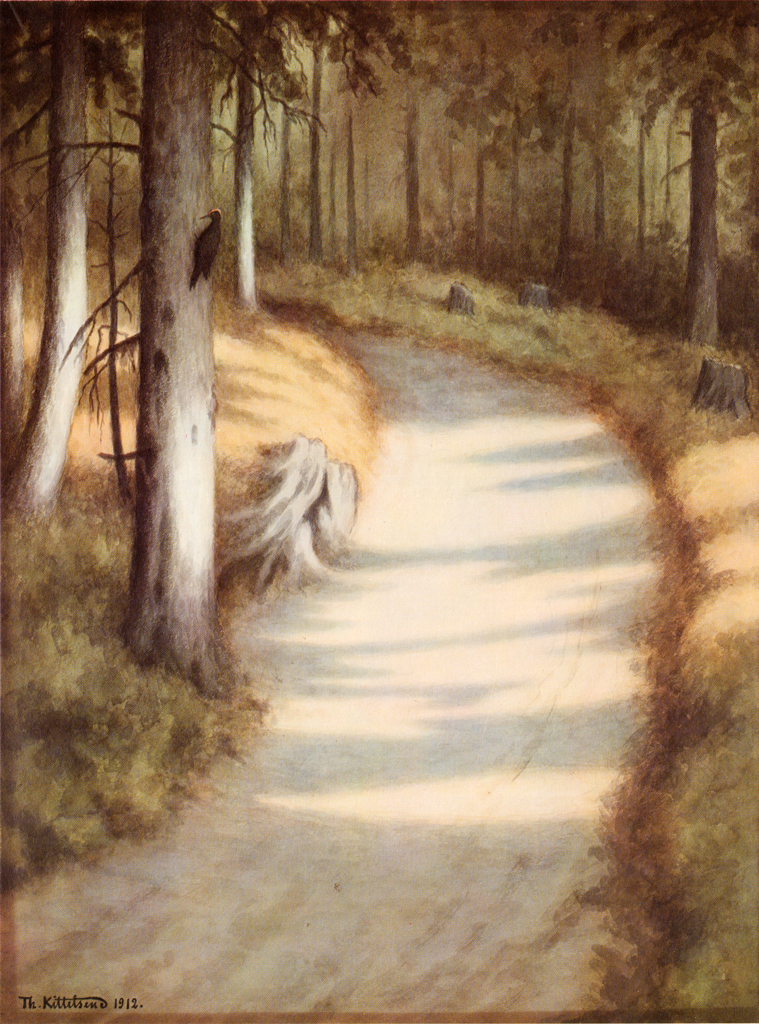
La forêt selon le Norvégien Theodor Kittelsen (Hakkespett, 1912).

Bruno Girveau, autre auteur du catalogue de l'exposition précise que :
- la forêt malveillante de la scène de la fuite, dans laquelle les arbres prennent vie, prend racine dans l'iconographie européenne du XIXe siècle dont le Norvégien Theodor Kittelsen, l'Anglais Arthur Rackham, le Belge William Degouve de Nuncques ou le Français Gustave Doré sont familiers, avec par exemple pour ce dernier, la page 67 de l'édition 1861 de l'Enfer de Dante[105].
- le chalet des nains, second édifice du film, « réunit à lui seul toutes les caractéristiques de l'architecture selon Disney ». Il est l'œuvre d'Albert Hurter, architecte de formation ayant fait une partie de ses études en Europe du Nord[106]. D'après les recherches de Girveau dans la bibliothèque du studio, deux ouvrages semblent avoir inspiré Hurter, l'un sur les chalets russes et l'autre La Merveilleuse Histoire du bon Saint Florentin d'Alsace (1925)[107], illustré par l'Alsacien Hansi qui comprend « un ermitage en bois et en terre crépie dans une forêt profonde[108] peuplée de faons, de lapins et d'écureuils attendrissants ».

### Élaboration des personnages
En parallèle de la finalisation de l'histoire, une autre équipe travaille sur le physique et le comportement des personnages. Les premiers dessins réalisés sont inspirés par des illustrations européennes. Ce n'est que fin 1935 que Walt Disney nomme quatre de ses meilleurs animateurs pour superviser l'animation de Blanche-Neige : Norman Ferguson, Hamilton Luske, Fred Moore et Bill Tytla. D'après Frank Thomas et Ollie Johnston, chacun a des qualités propres : Ferguson est « maître en mise en scène », Luske a « une grande capacité d'analyse et pour concevoir des procédures », Moore « une superbe qualité en dessin » et Tytla « la capacité à reproduire les émotions des personnages ».
D'après une fiche de production datée du 22 octobre 1934,, les personnages avaient les caractéristiques suivantes, montrant que dès l'automne 1934 la distribution était claire dans l'esprit de Walt Disney et que les animateurs chargés de leur conception étaient eux déjà à l'ouvrage :
- Blanche-Neige : à la Janet Gaynor, 14 ans
- le Prince : à la Doug Fairbanks, 18 ans
- la Reine : un mélange de Lady Macbeth et du Grand méchant loup[110],[111], sa beauté est sinistre, mûre, pleine de courbes. Elle devient laide et menaçante après avoir mélangé ses poisons. Les potions magiques la transforment en une vieille sorcière. Ses propos et actions sont sur-dramatisés, proches du ridicule.
- le chasseur : personnage mineur. Grand et fort. 40 ans. Le fidèle homme de main de la Reine mais n'a pas le cœur de tuer une fille innocente. Il est prénommé Humbert[112].
- le cheval du prince : Ce fier destrier blanc peut comprendre mais pas parler, comme Tony le cheval de Tom Mix. Ami du prince.
- Le Miroir magique : L'esclave non voulu de la Reine. Son visage en forme de masque apparaît quand invoqué. Il parle d'une voix surnaturelle.
- les nains : Happy, Sleepy, Doc, Bashful, Grumpy.

Le dernier personnage à recevoir un nom semble être Dopey (Simplet). Il fut appelé Septième durant un temps puis Dopey mais le nom n'était pas populaire au sein du studio pour plusieurs raisons :
- la connotation péjorative, mais il n'est pas un « imbécile » seulement simple d'esprit, « un humain avec l'esprit et les manières d'un chien »[113].
- un ton trop moderne mais Walt fit remarquer que même William Shakespeare utilisait le terme[113].

Walt Disney a ensuite choisi avec précaution les animateurs chargés de l'animation des personnages, souvent conçus par d'autres : la sorcière de Joe Grant confiée à Norman Fergusson, le miroir à Wollie Reitherman, Blanche-Neige à Hamilton Luske et Jack Campbell, le Prince à Grim Natwick, Simplet à Fred Moore ou Grincheux à Bill Tytla.

#### Les personnages

##### Blanche-Neige

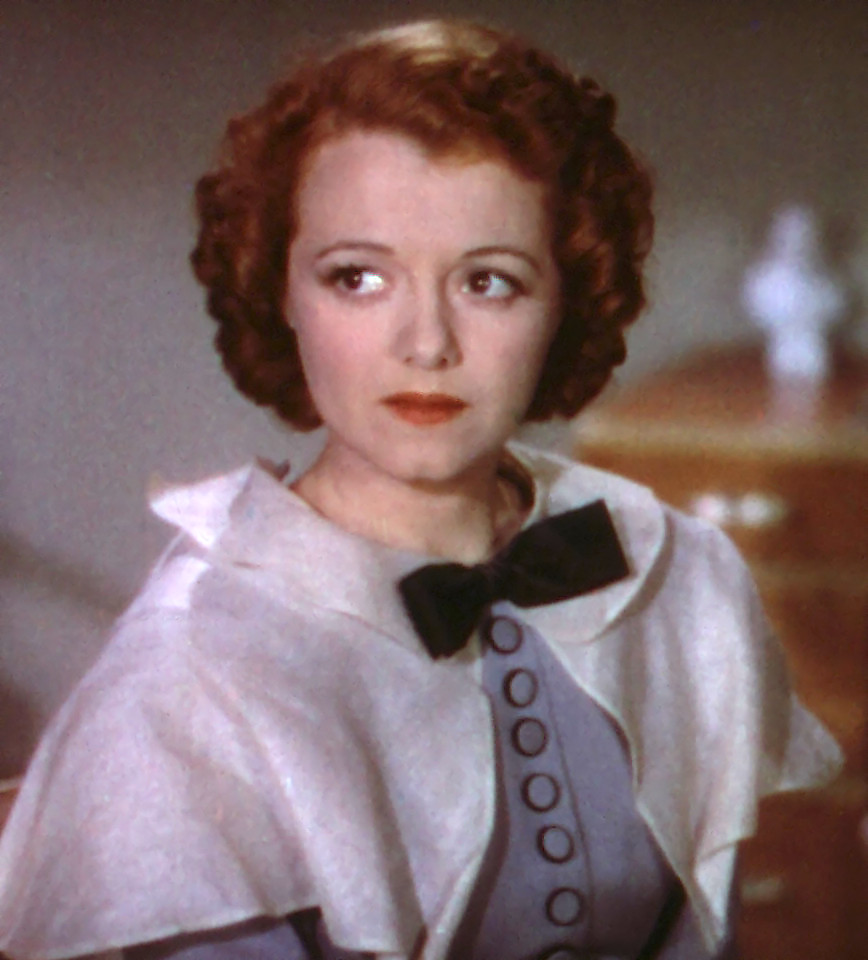
La comédienne Janet Gaynor (en 1937), une des sources d'inspiration de Blanche-Neige.

Pour Blanche-Neige, chaque illustrateur a sa propre vision et les premiers croquis ne correspondent pas à l'attente de Disney qui les trouve trop caricaturaux et ressemblant trop à des personnages existants comme Betty Boop. Mais au fil des créations, les dessins deviennent plus originaux. Hamilton Luske avait déjà commencé, à la demande de Walt Disney, à travailler sur un personnage féminin très réaliste, Perséphone dans La Déesse du printemps (The Goddess of Spring, 1934), mais « pas encore assez convaincant » pour Walt, et avait aussi réalisé un personnage aux expressions faciales très poussées, Jenny Wren dans Qui a tué le rouge-gorge ? (1934). Il a été nommé pour animer Blanche-Neige. Pour sa création, il aurait débuté par le dessin des yeux et de la bouche afin de la rendre vivante.
Hedy Lamarr est aussi mentionnée comme modèle ayant pu inspirer le personnage dans des articles publiés après 2018 et centrés sur cette actrice en raison de sa « Chevelure noire de jais, teint de porcelaine et regard azur », âgée de 18 ans à l'époque,,.
La gestuelle de Blanche-Neige durant sa danse avec les nains est calquée sur les prises de vues réelles de Marjorie Celeste Belcher, danseuse et fille d'Ernest Belcher, un professeur de danse de Los Angeles. Cette jeune danseuse engagée comme modèle épousa en 1937 Art Babbitt, un autre animateur du studio qui travailla sur le personnage de la Reine-sorcière, mais elle ne connaîtra la gloire que sous le nom de Marge Champion, après son second mariage avec le danseur/chorégraphe Gower Champion en 1947. Cette danse est reprise par Belle Marianne dans Robin des Bois (1973) lors de la séquence de la fête dans la forêt de Sherwood. Louis Hightower, un des partenaires de scène de Marjorie Belcher, a servi de modèle au Prince qui sera interprété par Harry Stockwell, père de l'acteur Dean Stockwell.

##### La Reine-sorcière

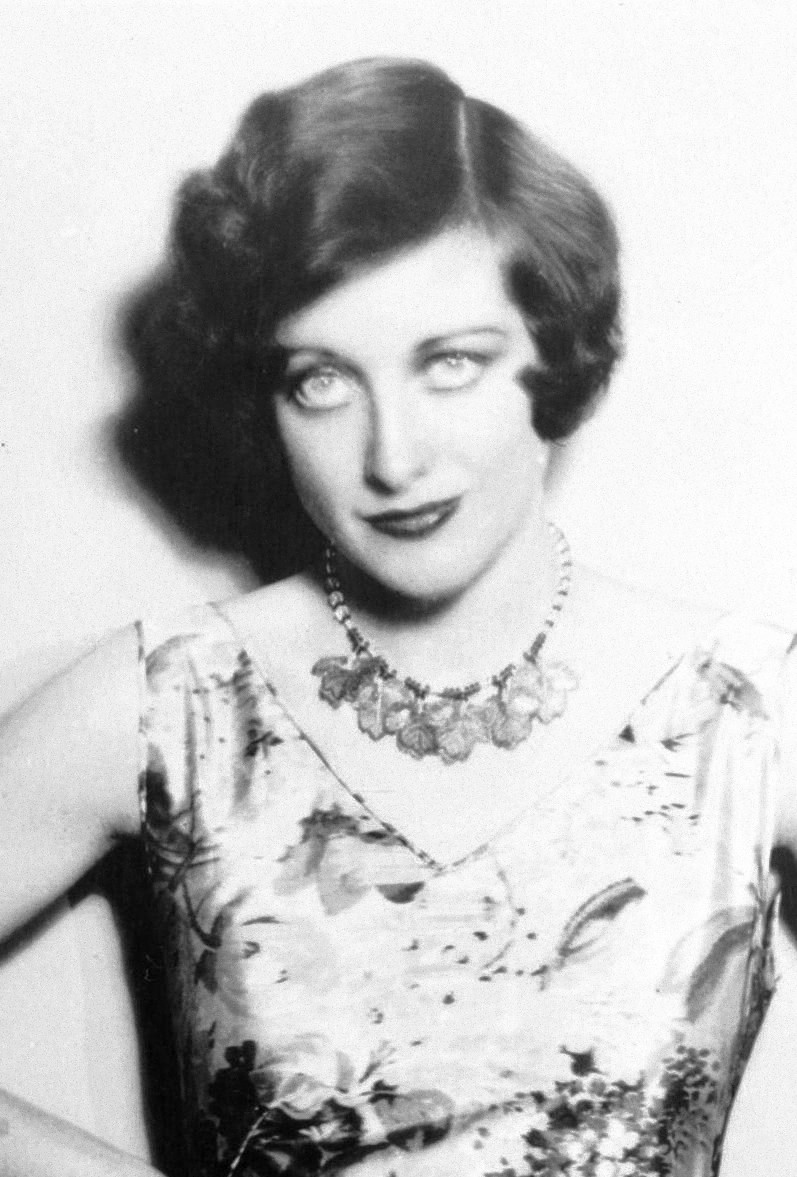
Joan Crawford en 1928, modèle de la Reine-sorcière.

Le personnage de la reine-sorcière est l'un de ceux qui ont le plus évolué au fil de la production. Elle passe, sur les premiers concepts, d'une personne enrobée et pas très jolie à une femme belle mais au tempérament glacial. Graphiquement l'aspect de la reine en sorcière est très proche de celle de Les Enfants des bois (1932). Pour l'aspect normal de la Reine, les dessinateurs se concentrent sur une approche réaliste du mal et du danger afin de la rendre la plus crédible possible. Elle devait être « froide, cruelle, malicieuse et extrême ». Pour Allan, la Reine a le visage de Joan Crawford et se rapproche de la tradition des sorcières, belle et sans âge, peuplant la mythologie et les contes européens depuis Circé en passant par la Fée Morgane. De la première elle a la magie des poisons, de la seconde le pouvoir sur les éléments. Pour lui, « elle représente la femme redoutée par les hommes dans une société dominée par les hommes. Elle est à la fois la femme fatale et un personnage inquiétant issu d'un monde plus ancien ». Pour imaginer la silhouette et le visage de la Reine, Walt Disney s'est inspiré de l'actrice Joan Crawford. Sean Griffin décrit la Reine comme une femme asexuée avec des vêtements couvrant l'intégralité de son corps, un visage aux traits forcés et acérés en opposition avec la rondeur et la douceur de ceux de Blanche-Neige, soulignés par du maquillage et des ombres autour des yeux, proche de ce qui sera fait pour Maléfique dans La Belle au bois dormant (1959).

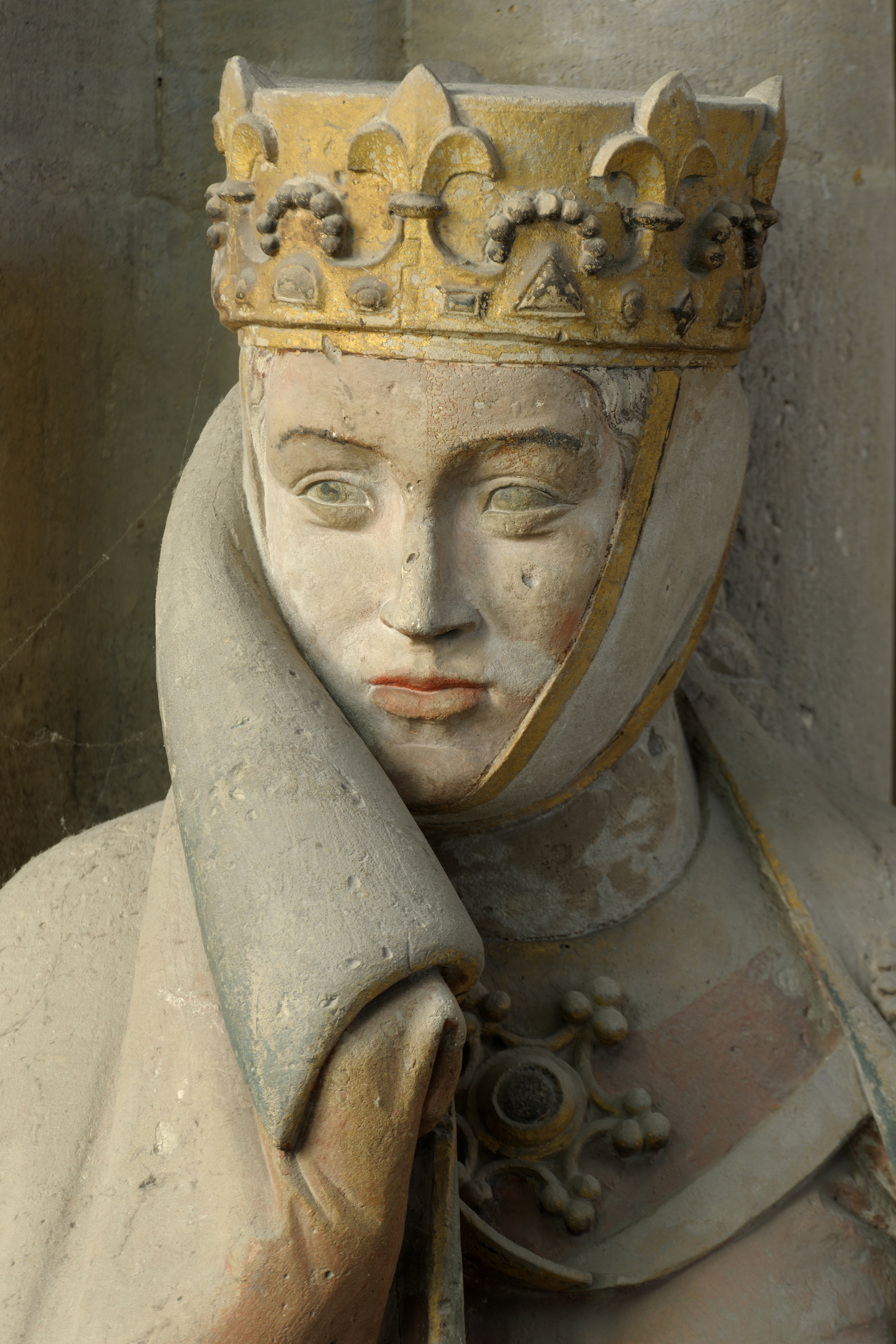
Effigie d'Ute de Naumbourg, cathédrale de Naumbourg.

Pour Thomas et Johnston, la seule source de sa méchanceté est sa volonté d'être la plus belle du royaume, et elle est la première véritable méchante de l'histoire de l'animation car à l'origine de la première véritable tentative de meurtre, chose que même le Grand méchant loup ne pouvait faire car il ne parvenait déjà pas à capturer les petits cochons. Autre élément relevé par Thomas et Johnston, le fait que la Reine observe Blanche-Neige sans être vue ajoute un élément « encore plus terrible que si elle était en sa présence », « cet usage de l'intimité ajoute de l'antipathie et de la froideur » au personnage. Plus tard, la scène de la sorcière à bord d'une barque est pour Robin Allan, une évocation du Charon de Gustave Doré réalisée pour illustrer l'Enfer de Dante. Son costume et son attitude rappellent également la sculpture gothique médiévale, et notamment la célèbre effigie de la comtesse (margravine) Uta, fondatrice représentée dans le chœur occidental de la cathédrale de Naumbourg, en Allemagne.
À l'opposé, Blanche-Neige n'est « ni consciente de sa beauté, ni apte à comprendre l'obsession de la Reine ».

##### Les nains

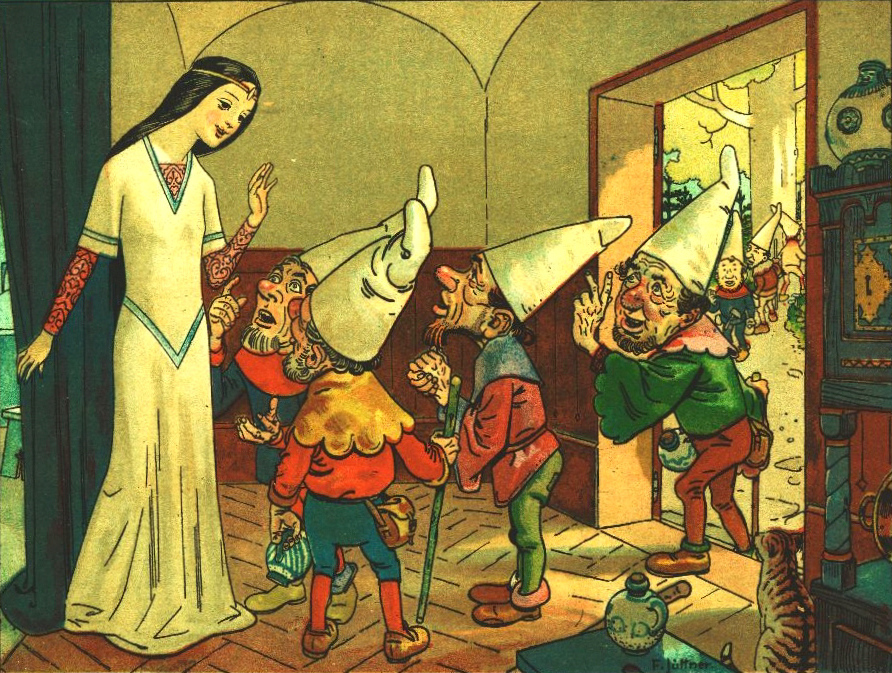
Blanche-Neige et les nains, illustrés par Franz Jüttner (1925).

Le côté comique et « cartoonesque » du film est réservé aux nains. C'est à l'élaboration du storyboard que les gags sont insérés dans l'histoire. Walt demande à toute son équipe de participer à l'élaboration de gags et particulièrement autour des nains. Pour motiver ses animateurs, Disney lance le 2 novembre 1934 une prime de 5 dollars pour les plus drôles,, offre déjà en vigueur sur les courts métrages. Alors que le ressort de l'histoire est basé sur la relation conflictuelle entre Blanche-Neige et la Reine issue de la jalousie, jalousie sans laquelle pour Thomas et Johnston, « il n'y aurait pas d'histoire », le loisir est lui lié aux nains et aux choses amusantes qu'ils cherchent à faire pour recevoir un visiteur inattendu, Blanche-Neige.
Le nom des nains a souvent été un problème pour l'adaptation du conte, car ils ne sont pas définis et presque réduits à des présences fantomatiques. Une version théâtrale du conte avait ainsi baptisé les nains : Blick (regard), Flick (film), Glick (clin d'œil), Snick (cliquetis), Frick (interjection comme « zut »), Whick (argot de Which « quel ») et Quee (de l'espagnol « Que é », « qui est »). L'illustrateur anglais John Hassal avait, en 1921 dans un ouvrage, inscrit les noms des nains sur leurs culottes et les avait appelés par des objets de leur vie quotidienne : Stool (chaise), Plate (assiette), Bread (pain), Spoon (cuillère), Fork (fourchette), Knife (couteau) et Wine (vin). Les équipes de Disney choisissent alors des noms, principalement liés à des humeurs, des états d'esprits.
Parmi les premiers manuscrits de production de Disney, l'un définit les noms et les caractéristiques des nains, plusieurs noms sont ainsi listés dont Sleepy, Hoppy-Jumpy, Bashful, Happy, Sneezy-Wheezy, Gaspy, Biggy-Wiggy, Biggo-Ego ou Awful. D'autres noms, au total plus de 50 propositions, ont aussi été suggérés comme Jumpy (sautant), Deafy (sourd), Baldy (chauve), Gabby (blagueur), Nifty (sympa), Swift (rapide), Lazy (paresseux), Puffy (rebondi), Stuffy (étouffant), Tubby (rondelet), Shorty (court) et Burpy (roteur). David Koenig liste 54 noms. Pour Robin Allan, chacun des nains possède une caractéristique universelle, qui nous renvoie aux moralités du Moyen Âge européen et aux sept péchés capitaux, et leurs voix appartiennent à la tradition du vaudeville (plus particulièrement pour la version originale, voir le paragraphe La distribution).

#### Leur développement
Le développement des personnages pour le film a été poussé au maximum. Leonard Maltin donne un exemple de la minutie du travail des équipes de Disney en analysant la scène de la transformation de la reine en sorcière.
Dans la scène, l'horreur provient non pas de la sorcière elle-même (sa métamorphose ayant lieu « hors champ »), mais est portée par les réactions de son entourage, à savoir un corbeau terrorisé. Maltin qualifie cette scène de « merveille de réalisation et de montage ainsi que d'animation ».
Leonard Maltin note par exemple qu'après sa transformation de reine en sorcière, « elle quitte son laboratoire donjon par un escalier en colimaçon, passe devant des cachots, laisse un squelette avec une main tendue à travers les barreaux » en la présence d'« une énorme araignée aux yeux jaunes ».
Ces éléments associés aux peurs sont disséminés tout au long du film et entrent en interaction avec la douceur de Blanche-Neige et le comique des nains, lui donnant un rythme « faible mais ferme », « jamais trop long ni trop accéléré », en contradiction avec les courts métrages. Cet ensemble crée pour Leonard Maltin un « enchaînement de séquences parfait de précision et d'harmonie, comme si l'histoire avait toujours été ainsi racontée ».
Une autre scène de peur est celle de la fuite dans la forêt, elle se base sur le postulat que Blanche-Neige a peur de l'inconnu. Or, plus un spectateur possède un imaginaire fort, plus il ressent les émotions que les auteurs et artistes ont tenté de lui transmettre. Durant sa fuite, Blanche-Neige est prise de panique et ses peurs modifient la réalité, les arbres prennent vie, tentent de l'attraper, ils deviennent ainsi de vrais méchants, le tout étant souligné par les expressions de terreur sur son visage ; le public suit la scène et tout en s'identifiant à l'héroïne ressent lui aussi la peur.
La fluidité est due en partie à la longue période de pré-production, qui a duré quatre ans, ainsi qu'au « montage judicieux ». Bill Tytla définit les postures de Prof comme une « réaction à ce qu'il va faire », ainsi il prend l'attitude d'un « maire français [de village] provincial » pour expliquer ce qu'il faut faire, mais « jamais il ne doit avoir l'opportunité de jouer avec sa barbe ». Tytla a aussi travaillé sur Grincheux et a rendu mémorable la scène où, après avoir reçu un baiser de Blanche-Neige, il part en colère mais après quelques pas montre qu'il peut sourire.

#### Le défi des personnages
La partie la plus difficile de la production du film est liée aux personnages humains. Leonard Maltin dit même que c'est ce qui a « le plus préoccupé Disney » (bothered Disney the most). Des acteurs réels ont été filmés, et des crayonnés ont été calqués sur les images afin d'augmenter le réalisme (cf. ci-dessus).
Depuis le début de l'animation, les personnages sont anthropomorphes mais très peu sont réellement humains. Walt Disney justifie l'animation des animaux ainsi : « Il est facile d'animer des animaux. Le public n'est pas habitué avec les points de détail de leurs mouvements, ainsi un semblant de mouvement animal peut être convaincant ». Il n'en va pas de même pour les humains. Chaque élément, chaque geste, chaque détail est ancré dans le subconscient du spectateur et l'absence d'un seul le choquerait. Dans les courts métrages, les personnages humains ou non bondissent littéralement de leur chaise ou de leur lit mais ce n'est pas ainsi dans la réalité. Pour se lever d'une chaise, de nombreuses actions s'associent : la tête se penche en avant, les mains se posent sur les accoudoirs, les bras et les jambes se tendent pour soulever le corps…
C'est sur ce réalisme non atteint que le studio Disney a été critiqué. Archer Winsten, journaliste du New York Post, a déclaré : « Je n'arrive pas à comprendre comment quelqu'un peut ne pas parvenir à ressentir la différence dans la qualité de dessin entre les animaux et les nains d'un côté, et Blanche-Neige, le Prince charmant, le chasseur et la reine d'un autre. Maintenant, sur un plan artistique, on peut dire que les premiers prennent vie totalement tandis que les derniers restent des dessins, pas très plaisants, qui bougent ».
Cette difficulté, dont les animateurs sont parfaitement conscients, et ce plus que certains ne le pensent, leur a imposé différents choix.
Après des tests comme dans The Goddess of Spring (1934) et Carnaval des gâteaux (1935), ils ont simplement tenté, non pas de reproduire parfaitement la réalité, mais seulement d'être le plus vraisemblable. Car il ne semblait pas possible de faire accepter au public des expressions ou des mouvements déformés, presque caricaturaux, comme ceux utilisés pour les nains. Les prises de vue réelles avec des acteurs n'ont alors servi que de guide, pas de « béquille ».
Un autre choix se traduit aussi par la quasi-absence du prince. Il n'apparaît que dans deux courtes scènes au début et à la fin du film car il avait un aspect « insupportablement coincé ».
Toutes les étapes de la production ont tenté d'améliorer le naturel de ces personnages. Ainsi, alors que Walt Disney trouve que le visage de Blanche-Neige manque de relief, les artistes du département encre et peinture (majoritairement des femmes) ont suggéré d'ajouter une teinte de rouge sur les pommettes de Blanche-Neige, du fard à joues, délicatement déposée par frottement sur les cellulos ainsi qu'un coup de pinceau sec (pour enlever la peinture) sur les bords de la chevelure noire afin d'adoucir le contraste avec la couleur crème choisie pour la peau. Mais Walt reste perplexe devant cette surcharge de travail et accepte finalement quand les employées lui ont affirmé le faire chaque matin. Malgré cela le personnage de Blanche-Neige n'est pas parfaitement plausible, comme le fait remarquer Grim Natwick, elle fait « environ cinq fois sa tête de haut au lieu des six pour être réaliste ».

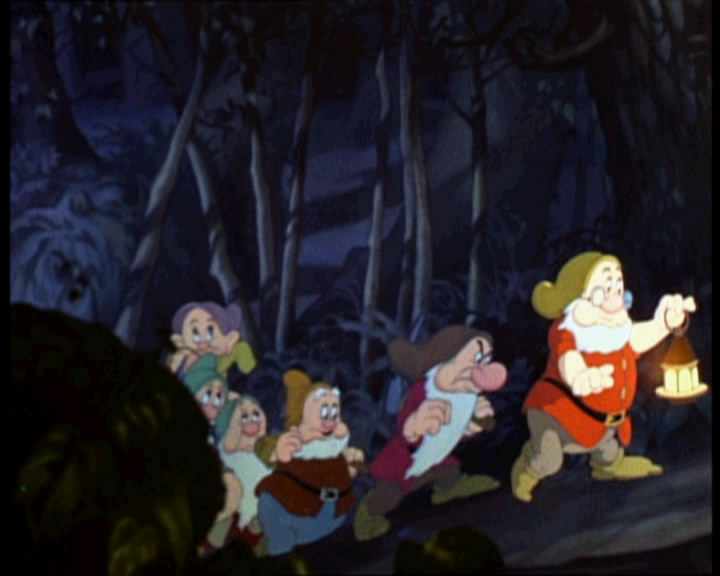
Les nains.

Le graphisme des nains est aussi un défi mais d'une autre nature. Ils sont sept et à la différence du conte d'origine, pour Disney, chacun devait avoir sa propre personnalité. La première étape d'après Leonard Maltin aurait été le choix des noms, puis les détails de leur personnalité. Un des principaux souhaits semble être leur côté « mignon » mais aussi leur posture : « La posture était aussi un facteur important de la personnalité des nains. Prof se tient en arrière avec les mains dans le dos dès que possible, ce qui lui donne son air pompeux. Le dos de Timide est un peu voûté et son ventre sorti. Il se tient souvent sur un pied et roule l'autre pied autour de sa cheville… Grincheux a une bosse sur les épaules et une démarche qui lui donne des airs de pugiliste ».
Les Clark est chargé d'animer la scène où trois nains dansent avec Blanche-Neige. La difficulté est « de rendre la dimension de la pièce et des tailles des personnages au travers de leurs mouvements ». Pour Blanche-Neige qui rapetisse ou grandit selon son éloignement de la caméra, Clark s'aide vraisemblablement des prises de vues réelles avec Marge Champion, mais il doit improviser pour les nains, malgré cela la scène est « étonnamment convaincante et ajoute de la crédibilité à l'ensemble ».
Toutefois, la représentation de la Reine-sorcière semble, pour Girveau, « être l'un des personnages antipathiques les plus réussis et les plus populaires ». Parmi les personnages féminins de Disney (la majorité créée ensuite), la Reine-sorcière est la seule mêlant la femme fatale, la sorcière comme Maléfique dans La Belle au bois dormant (1959), la marâtre comme Lady Tremaine dans Cendrillon (1950), mais pour lui, elle n'a pas l'outrance de Cruella d'Enfer dans Les 101 Dalmatiens (1961). Pour Sean Griffin dans son ouvrage sur les éléments de la culture gay dans les œuvres de Disney, la reine est ostensiblement une femme mais elle cache tous ses attributs corporels et ne doit sa féminité qu'à des éléments du visage très particulier comme son nez fin ou ses pommettes creusées ainsi qu'à son maquillage, permettant selon l'auteur l'assimilation à un « personnage au sexe indéfini ».
Finalement, pour Robin Allan, Blanche-Neige et les nains contrastent : « L'attrait complexe que [Blanche-Neige] exerce sur nous ne repose pas seulement sur le rendu original et parfois gracieux de ses mouvements, ni sur le son flûté de sa voix enfantine, ni sur son rôle ambigu de sœur, camarade de jeux, enfant, mère ou petite amie mais également sur une fascination qui remonte au XIXe siècle et aux images d'héroïnes de contes de fées et des romans européens. (Les nains sont) enfants vis-à-vis d'elle en tant qu'image maternelle, adultes face à elle enfant. Comme les animaux, ils sont proches de la terre - ils sont mineurs - et ils ont des caractéristiques animales ».

### L'animation
De nombreuses expérimentations et innovations ont été nécessaires à la réalisation du projet, dans la façon de filmer, dans l'utilisation du Technicolor tout comme pour les effets spéciaux d'animation. Il fallut donc opérer de multiples essais car, aux techniques encore restées au stade expérimental, s'ajoutèrent celles spécialement développées pour le film.
La présentation d'ouverture choisie pour introduire le récit a profondément marqué l'histoire de l'animation et servira de modèle pour plusieurs autres productions Disney dont La Belle au bois dormant en 1959 ou La Belle et la Bête en 1991. Un livre de conte s'ouvre sur l'air de Some Day My Prince Will Come, il plante le décor et les bases de l'histoire. L'action commence après un long travelling vers le château de la reine, où celle-ci demande au Miroir magique qui est « la plus belle du royaume ».
C'est par l'intermédiaire du miroir que l'on voit pour la première fois l'héroïne, dans un autre mouvement de rapprochement. Plusieurs scènes se succèdent alors, celle du jardin avec la chanson I'm Wishing montrant l'état d'esprit de Blanche-Neige, puis sa rencontre avec le prince.

#### Les nouvelles techniques
Les habitudes des animateurs et les techniques sont profondément modifiées par et pour le film. L'un des problèmes purement techniques rencontrés est lié au format des feuilles utilisées, de 24 × 30 cm (9½x12 pouces) à la fois pour les décors, le layout et les cellulos,. Ce format définit la zone maximale des scènes ou champs, alors indiqué comme de cinq champs. Mais les scènes du film ont rapidement montré les limites de ce format avec par exemple celles regroupant Blanche-Neige avec les sept nains ou l'héroïne avec une cinquantaine d'animaux. Le champ maximal a donc été élargi à six champs et demi. Ce nouveau champ impose des feuilles de 31,8x40,6 cm et a provoqué la confection de nouveaux storyboards, des tableaux associés, des supports de cellulos…
Afin d'aider à l'animation des personnages humains, les animateurs utilisent le procédé de rotoscopie, qui permet de calquer à partir des images d'un film (ici en prises de vue réelles) des éléments sur cellulos. Cette technique a surtout été utile pour l'animation des personnages humains. Elle a toutefois été fortement critiquée, à la fois avant la sortie du film comme par Grim Gatwick, responsable de Blanche-Neige, ou Don Graham, qui condamne cette technique dans une session de formation (du 26 juillet 1937), et après, comme par Al Hirschfield qui « déplore que les animateurs de Disney en rendant si réalistes Blanche-Neige et le Prince ont tourné le dos à l'essence de l'animation pour produire une pâle copie de la réalité ».
Durant le film de nombreuses techniques d'animation ont évolué. Hamilton Luske a découvert, alors qu'il dessinait les lapins du film, que plus on cherche à rendre l'animal ressemblant à son anatomie réelle, plus son aspect devient dur et moins sa fourrure semble douce.

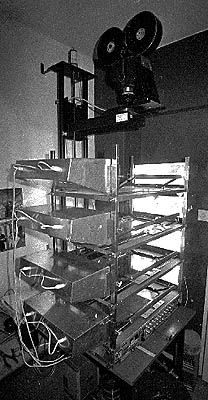
Une reproduction de caméra multiplane par un amateur d'animation.

Un autre problème est lié à la profondeur de champ. L'usage courant est de superposer des cellulos au-dessus d'un décor, de maintenir le tout durant la photographie et de modifier les éléments nécessaires pour l'image suivante. Mais avec cette technique, un gros plan sur un personnage agrandit d'autant le décor puisque les deux (ou plus) feuilles sont collées, ce qui n'est pas naturel.
C'est le cas d'une des premières scènes du film, la fuite de Blanche-Neige dans la forêt. Dans la scène, on peut voir Blanche-Neige courir au milieu des arbres et des branches avec des éléments du décor passant aussi devant - entre le spectateur et l'héroïne - le tout avec un effet de profondeur. De plus, la fuyarde prend un chemin qui n'est pas rectiligne, elle s'approche ou s'éloigne du spectateur en fonction des obstacles. Cette scène a été rendue possible par le développement et l'usage d'une nouvelle technologie, la caméra multiplane, inventée par Bill Garity,. L'utilisation de cette nouvelle technologie testée et inaugurée sur le court métrage Le Vieux Moulin (novembre 1937) crée une « sensation de profondeur impressionnante ». La technique consiste en plusieurs planches de verre verticalement et horizontalement mobiles avec en bas le décor et au sommet de l'appareil la caméra, perchée à plus de 4 m de haut. Le développement de cette technologie aurait coûté à l'époque 70 000 dollars.
Pour Al Kilgore, la scène de la reine allant de son château au chalet des nains en passant par la forêt utilise de manière si subtile la caméra multiplane que la scène en est souvent « sous-estimée ».

#### Le layout
L'équipe chargée du layout a aussi été confrontée à de nouveaux problèmes. Cette équipe, dirigée par Hugh Hennesy et Charles Philippi, a la responsabilité de définir la zone de travail des animateurs, les angles de caméra, les éclairages mais aussi les lieux d'action des personnages, le tout à l'avance afin de ne pas avoir à refaire toute une séquence ce qui est très coûteux. Albert Hurter a la charge de maintenir une atmosphère de conte de fées, au travers des techniques de layout, surtout avec l'utilisation de la caméra multiplane, alors en cours de développement.
Leurs solutions ne sont visibles que sur les dessins préparatoires mais leurs décisions ont eu des effets sur le travail des équipes chargées de l'animation, de la couleur, de l'éclairage, des effets spéciaux et même du scénario en évinçant des portions de scènes non réalisables.

#### La couleur
Avant la colorisation des dessins, chaque séquence crayonnée est filmée et animée afin d'évaluer rapidement la qualité de l'animation. C'est une étape incluse dans celle du layout. Certaines scènes, comme celle de la construction du lit de Blanche-Neige par les nains, ne dépassent pas cette étape. Mais pour les scènes devant être animées, la couleur n'est pas une chose simple. Elle est présente à la fois sur les décors, sur les cellulos des personnages mais aussi sur tous les autres objets, les ombres, les branches d'arbres et les gouttes d'eau.
La couleur est essentielle dans un film, à la fois pour donner une atmosphère comme les intérieurs anciens, les couleurs sombres des scènes dans la forêt, ou les plus claires et chaudes dans le chalet. Le travail de couleur dans Blanche-Neige est fortement influencé par les études à l'aquarelle de Gustaf Tenggren, en particulier pour les décors, traités en aquarelles classiques à l'aspect transparent alors que dès la production du film suivant, Pinocchio, des peintures opaques deviendront l'usage.
Le 1er décembre 1936, Walt Disney indique à ses animateurs qu'il vient de visionner un court métrage sur le printemps du Harman-Ising Studio mais qu'il « trouve la profusion de couleurs mais que cela donne un aspect pauvre car sans aucune subtilité proche de l'affiche ». Il leur demande « de parvenir à une certaine profondeur et à un certain réalisme ». Disney décide donc de ne pas utiliser la gamme habituelle et réduite de couleurs brillantes des courts métrages. Il utilise un panel plus large dans la plupart des séquences, ce qui donne un aspect plus réaliste et profond. Pour Maltin, un de meilleurs exemples est la scène où les nains franchissent une rivière sur un tronc d'arbre au coucher du soleil avec leur ombre portant sur le sol.
Des éléments ont subi des traitements plus poussés que ceux des courts métrages. Ainsi, sur les bords des objets ou des personnages, des ombres ont été apposées par aérographe.
John Grant ajoute aussi de nouvelles couleurs spécialement « développées à un coût considérable » pour donner une texture à certains objets comme les vêtements. Ce sont des mélanges de peinture utilisés pour accentuer le volume (on parlerait de nos jours de peintures à effets de dégradés).
Les premières couleurs utilisées pour la robe de Blanche-Neige sont différentes de celles de la version finale. Les premiers tests montrent Blanche-Neige avec un corsage jaune vif, une robe jaune pâle et une cape bleue. En fonction du rendu à l'écran avec le procédé Technicolor, ces couleurs évoluent sans arrêt pour aboutir au résultat que l'on connaît. Les mêmes essais de couleurs sont faits pour les nains et seul Prof conserve finalement ses couleurs d'origine. À quatre mois de la sortie du film, le choix des couleurs des costumes des personnages n'est toujours pas définitif et fait l'objet de nombreux tests.
Voici pour différents personnages, certaines des couleurs de vêtements et celles des yeux, éléments que Grant indique comme vus inconsciemment par le spectateur mais qui participent à leur personnalité respective :
- Prof : un justaucorps marron ; des yeux marron
- Grincheux : un justaucorps magenta délavé ; des yeux noirs
- Simplet : une robe safran avec une cape gris-lavande ; des yeux bleus (de l'innocence)
- les autres nains : du gris et couleur cuir ; des yeux marron
- la Reine : une cape noire sombre avec des verts et des bleus mats, rehaussé d'un effet satiné sur le col et d'un autre fourrure sur la robe ; des yeux verts (comme le chasseur)
- Blanche-Neige : une robe à l'aspect de lin, pour le reste du rouge et des bruns clairs presque jaunes ; des yeux marron

#### Les effets d'animation
D'autres éléments ont aussi requis des compétences diverses et pointues, comme celles des spécialistes des effets spéciaux qui ont dû trouver des réponses à des questions du genre : comment donner la sensation d'une pluie d'orage à un dessin de pluie d'orage, ou celle de courant à un courant d'eau peint ? Durant la production du film et pour répondre à ce genre de question, l'équipe des effets spéciaux a atteint un total de 56 personnes.
L'un des subtils effets d'animation utilisés pour le film Blanche-Neige est la peinture ombre, un effet consistant à doubler l'exposition des cellulos comportant les ombres. Cela donne à l'ombre un effet plus estompé et transparent qu'un simple aplat de couleur uni, noir ou gris.
Il faut un grand nombre d'essais pour donner un rendu adéquat pour les lueurs des différentes sources de lumière que l'on peut voir le long du film (lanternes des nains rentrant de la mine, bougie utilisée par Blanche-Neige dans la maison des nains…). Comme pour les ombres, c'est en surexposant les dessins de différents filtres que l'on obtient des résultats cohérents. C'est ainsi que pour une seconde d'image à l'écran représentant le scintillement de la chandelle tenue par Blanche-Neige, pas moins de 24 photos avec différents filtres sont nécessaires.
Un autre est l'effet permettant de rendre les larmes des nains réalistes.
Dès le printemps 1936, la production du film se fait à un rythme effréné, des sessions scénaristiques sont tenues tous les jours pour analyser en détail chaque scène.

### La distribution
Pour aider les animateurs à créer les personnages ou simplement pour choisir les acteurs qui allaient les interpréter, le travail des équipes Disney n'a pas été simple. Les acteurs choisis pour interpréter les personnages sont pour la plupart des personnalités de la radio, du théâtre ou du cinéma,.

#### Blanche-Neige
Parmi les nombreuses actrices auditionnées pour la voix de Blanche-Neige, Walt Disney choisit en septembre 1935 Adriana Caselotti, une jeune chanteuse formée à l'opéra. Elle donne une impression de conte de fée surnaturel que recherche Disney pour son personnage principal. Il écarte ainsi entre autres Deanna Durbin, dont il trouvait la voix trop mûre. Les auditions sont faites à distance, les jeunes filles dans un studio et Walt dans son bureau. Adriana Caselotti se souvient : « Mon père enseignait le chant à Los Angeles et un jour un collaborateur de Walt Disney l'a appelé pour lui demander s'il connaissait une jeune fille pouvant chanter et parler avec une voix enfantine. J'ai entendu la conversation sur un autre téléphone et j'ai dit à mon père que c'était tout moi ! ». Leonard Maltin ne semble pas apprécier le choix de Walt car il qualifie la voix de Caselotti de très aiguë et déconcertante au début, bien que l'on s'y fasse au fil du film. Adriana Caselotti enregistre sa partie vocale en quarante-quatre jours, répartis sur les deux années qui suivent son engagement.

#### La Reine-sorcière
Lucille La Verne pour la Reine-sorcière, connue pour ses interprétations de sorcières dans Les Deux Orphelines (1921) ou Le Marquis de Saint-Évremont (1935) dans lesquelles elle avait un « rire très cruel ». D'abord choisie pour interpréter la Reine, elle se propose pour interpréter la sorcière. Elle convainc Walt Disney en retirant son dentier et en ricanant cruellement. Elle a aussi servi de modèle vivant pour le personnage animé ; Bill Cottrell se souvient « qu'elle était si convaincante lors des enregistrements que lorsqu'elle déclama en lisant le script « Un verre d'eau, s'il vous plaît, un verre d'eau », un assistant se précipita pour aller en chercher un ». Joe Grant indique qu'il a croqué l'actrice après qu'elle a retiré son dentier pour s'inspirer du personnage de la sorcière.

#### Les nains
Pour les nains, Disney veut des voix singulières et identifiables immédiatement. Billy Gilbert, connu pour sa mimique d'éternuement (sneezing) qui est sa spécialité, joue Sneezy (Atchoum). Il aurait appelé Walt Disney pour une audition après avoir lu dans le magazine Variety qu'un des nains portait le nom de Sneezy. Il éternua une douzaine de fois devant Disney qui lui signifie immédiatement « vous avez le rôle ».
Roy Atwell, un vétéran du vaudeville, est choisi pour jouer Doc (Prof) grâce à son maniement des contrepèteries qu'il utilisera pour le personnage,.
Otis Harlan et Scotty Mattraw, deux acteurs vétérans, jouent Happy (Joyeux) et Bashful (Timide).

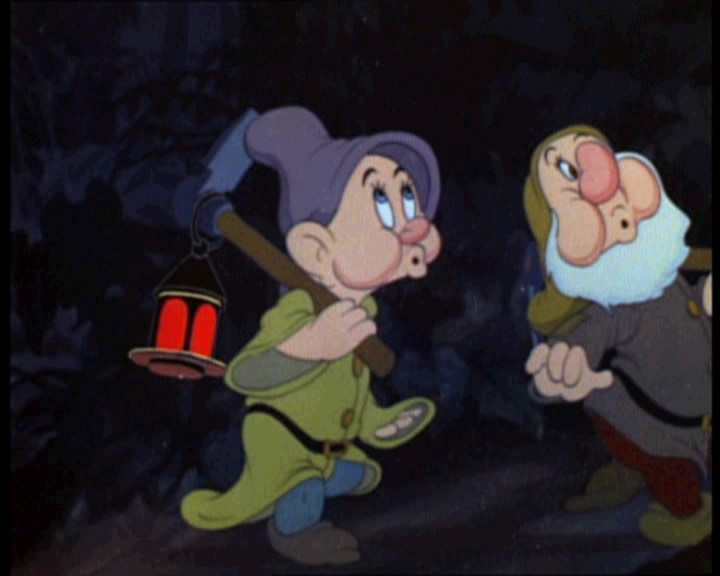
La gestuelle de Simplet a été calquée sur celle de l'acteur Eddie Collins.

Pinto Colvig qui est la voix officielle de Dingo depuis 1932 et de Pluto (aboiements) est choisi pour jouer Dormeur et Grincheux. Son interprétation de Grincheux lui permet d'étendre un peu plus son registre car le personnage nécessite une approche différente de ceux dont il avait déjà donné sa voix.
Le cas de Simplet est plus simple : il semble muet mais ne l'est peut-être pas, ce qui est résumé dans le film par la phrase « Il ne sait pas, il n'a jamais essayé ». Certains l'ont comparé à Harpo Marx, muet dans les films mais parlant dans la vraie vie. Son apparence a été esquissée d'après le comédien Eddie Collins, qui lui a aussi donné sa « voix ». À la suite d'une suggestion d'un membre du studio, des animateurs sont allés voir Collins à un spectacle et l'ont ensuite invité. Après une séance de tests, filmée, la personnalité de Simplet a été trouvée, et en plus toutes les propositions de Collins ont été appliquées.

### La dernière ligne droite
Le développement du scénario, des personnages et des technologies a pris plus de trois ans ; l'animation proprement dite, la photographie et le montage ont eux été réalisés en dix à douze mois. Pierre Lambert indique que les premières scènes ont vu le jour début 1936. Afin de réaliser cet exploit, le studio Disney est littéralement entré en ébullition.
La production nécessite alors plus de 750 artistes, dont des sous-traitants, anciens animateurs de Disney. L'effectif des employés du studio s'est accru de plus de mille personnes. En 1937, Walt Disney demande même au Harman-Ising Studio, créé par Hugh Harman et Rudolf Ising (animateurs ayant travaillé pour lui avant 1928, et alors en difficulté financière), de prendre en charge la production de Les Bébés de l'océan (1938) et d'aider à celle de Blanche-Neige. Durant les six derniers mois de production, les animateurs travaillent le week-end et dorment parfois au pied de leurs planches à dessin.
Le film a finalement nécessité quatre années de préparation, trois de production et 800 kilomètres de papier pour plus de 2 millions de croquis et dessins.

#### Un énorme budget
Le budget du film initialement prévu en 1934 était de 250 000 dollars, avec « Walt espérant un maximum de 500 000 ». Mais finalement, il s'approche des 1,48 million de dollars selon Leonard Maltin et John Grant ; Dave Smith indique « plus de 1,4 million » tandis que Christopher Finch, Richard Holliss et Brian Sibley, Bob Thomas et David Koenig parlent de « près de 1,5 million »,,,, valeur reprise par les bonus du DVD. Richard Holliss et Brian Sibley citent plus loin dans leur ouvrage une valeur au dollar près de 1 488 523 dollars.
Le coût de production estimé est de 200 dollars le pied de pellicule, à comparer aux 50-75 dollars pour les courts métrages (et 3 cents pour les Laugh-O-Grams des années 1920).
Afin de trouver des fonds pour terminer le film, Disney présente un extrait non finalisé aux responsables financiers de la Bank of America, dont Joseph Rosenberg, le représentant local à Los Angeles, chargé des emprunts de Disney auprès de cette banque. Cet extrait comporte des séquences en couleur, d'autres encore de simples esquisses, une sonorisation incomplète que Walt comblait en direct,. C'est sous la pression des banquiers que Walt s'engage à sortir le film avant Noël 1937.
Autre élément lié à la nécessité de trouver des fonds, Walt Disney abandonne les droits de publication des musiques de Blanche-Neige à l'éditeur Bourne Music Company qui les détient encore de nos jours ainsi que les droits musicaux sur Pinocchio, Dumbo. Après la mort de Saul Bourne en 1957, Jimmy Johnson à la tête de Buena Vista Records a essayé par deux fois de racheter les droits sur les productions des années 1930 et 1940, premiers longs métrages et Silly Symphonies sans succès. La veuve de Saul Bourne refusait de disperser le catalogue créé par son défunt mari.

#### Le montage
Dans les derniers mois, c'est Disney lui-même qui se charge du montage du film, effectuant ainsi les coupes qui lui semblent nécessaires. Deux scènes sont connues pour avoir été coupées au dernier moment, celle de la soupe des nains et celle de la construction du lit pour Blanche-Neige. La première crée une incohérence dans le film car Blanche-Neige prépare la soupe, envoie les nains se laver les mains mais ils ne mangent pas. Cette erreur a été corrigée et la scène réintégrée dans les rééditions du film.
Malgré toute cette attention, des erreurs et des incohérences sont apparues. David Koenig se donne l'obligation de les détailler :
- Le personnage de « Blanche-Neige est aussi inoxydable que son nom » car malgré sa fuite dans les bois, sa chute par terre, celle dans l'eau, les frottements d'habits contre les arbres, le tout en chaussures à talons, elle arrive au chalet des nains les vêtements immaculés et secs.
- Les nains vivent seuls et perdus dans la forêt, mais leur chalet est bien loin de la mine dans laquelle ils travaillent. De plus leur activité de chercheurs de diamants et autres pierres précieuses devrait les obliger à commercer, à s'enrichir ou autre. Koenig se demande même si « ils comptent un jour investir dans une femme de ménage ».
- La Reine souhaite être une vieille femme innocente mais se transforme en sorcière effrayante.
- Les nains n'inhument pas Blanche-Neige, ce qui semble une bonne intention, mais les morts se décomposent. Bien qu'elle ne soit pas morte mais ce n'est pas la Belle au bois dormant.
- Les personnages de Blanche-Neige et du Prince gardent tout au long du film la bouche au moins entrouverte.
- Dans la mine, les nains creusent la pierre nue alors que les pierres affleurent de partout
- Sur le chemin du retour de la mine, Simplet débute sans lanterne, mais à partir d'un moment il en porte une.
- Malgré la suppression de la scène du peigne empoisonné, un peigne apparaît à la fin dans le livre lorsqu'il se referme.

## Sortie et accueil
Le 7 juillet 1937, une projection de la copie de travail est effectuée au studio durant laquelle le personnel est soumis à un questionnaire. Le lendemain Walt Disney reçoit un mémo de l'un de ses employés qui dit : « l'accueil du film par le public endurci du studio a été enthousiaste, pour donner une petite idée de ce qui se produira dans les cinémas ». Au même moment, Bill Garity filme les différents départements du studio en train de travailler, des images que la RKO Pictures utilise pour illustrer le processus de fabrication de Blanche-Neige et pour faire la promotion du film.

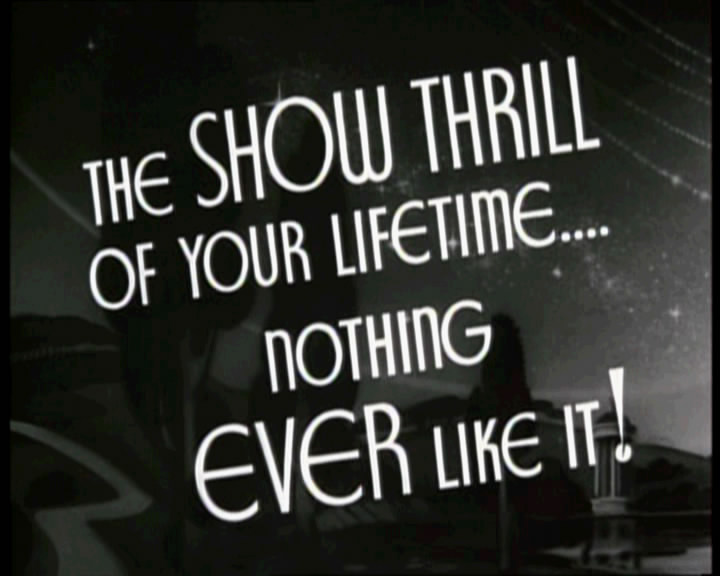
Accroche du film dans la bande-annonce originale : « Le spectacle à sensation de votre vie… Rien de semblable avant ! »

Le film terminé est présenté pour sa première au Carthay Circle Theater d'Hollywood le 21 décembre 1937, où toutes les personnalités hollywoodiennes se retrouvent, l'« annuaire des célébrités de l'époque » pour Grant. La projection est un triomphe avec un public conquis et ému par ce qu'il a vu. À la fin de la représentation, le public fait à Blanche-Neige et les Sept Nains une « standing ovation », mais c'est sans compter sur les 30 000 badauds attroupés devant le cinéma déjà complet. C'est le plus important succès du cinéma jusqu'à la sortie d'Autant en emporte le vent en 1939. Pour Finch, c'est la « sortie de film dont Walt avait toujours rêvé » et les « critiques se font sensationnelles… justifiant tous les espoirs de Walt pour [le film] ». Pour Thomas et Johnston, Blanche-Neige est « le premier film de Disney à avoir des personnalités et des sentiments si dominants » et a profondément modifié la vision de l'acte du toucher : alors que les courts métrages regorgent de contacts souvent violents, les baisers de Blanche-Neige à chaque nain et leurs réactions respectives permettent de réaliser à quel point un toucher peut provoquer des sentiments.

### Exploitation
L'exploitation en salles aux États-Unis et au Canada a engendré à elle seule, à la fin de l'année 1938, 4,2 millions de dollars, 8 millions au total,. Michael Barrier précise que le film a rapporté en première semaine 108 000 dollars et 110 000 dollars durant la seconde. Il faut aussi prendre conscience qu'en 1938 les spectateurs mineurs ne payaient leur place que 10 cents et les adultes 33.
En 1939, l'Oscar d'honneur décerné pour le film est unique car constitué de 8 statuettes : une grande et sept petites. Durant la cérémonie qui s'est tenu au Millennium Biltmore Hotel à Los Angeles, cet oscar a été remis à Walt Disney par Shirley Temple.
Cet argent a permis à Walt Disney de faire construire un nouveau studio,, un complexe bâti sous la forme d'un campus, les Walt Disney Studios à Burbank. En 1993, après huit ressorties, le total des bénéfices s'élevait à plus de 80 millions de dollars.

### Une distribution internationale
Pour la première sortie internationale, le film est doublé dans plus de dix langues, et des dessins supplémentaires sont créés à des fins locales, comme ceux des noms traduits sur les lits des nains. Le film est resté à l'affiche du Radio City Music Hall cinq semaines, fait alors sans précédent, et plus de 31 semaines à Paris, générant des records de fréquentation partout dans le monde. Les sites Film Perdu et Dans l'ombre des studios ont retrouvé la première version française enregistrée à Hollywood en février et mars 1938, qui resta en circulation jusqu'à sa dernière ressortie en 1951. Le film fut ensuite redoublé en France.
La sortie à l'international a fait grimper le total des revenus à plus de 8,5 millions de dollars de l'époque,,. D'après des calculs en « dollar constant » réalisés en 1989 par USA Today, le film aurait généré 6 milliards de dollars de revenus.

#### En France et au Royaume-Uni
Au Royaume-Uni, la première a lieu le 24 février 1938 au New Gallery Cinema. La sortie britannique est marquée par le fait que le film, considéré comme trop effrayant, est interdit aux enfants de moins de 16 ans non accompagnés,, et interdit aux moins de 12 tandis que la Suède a diffusé une version censurée de 8 minutes dans les années 1960 puis de 4 minutes dans les années 1980 avant d'autoriser l'intégralité en 1992. Les scènes supprimées étaient la fuite de Blanche-Neige dans la forêt, la transformation de la Reine et la mort de la Sorcière.
En France, Jacques Faneuse écrit le 3 juin 1938 dans L'écran : « Blanche-Neige, ses petits compagnons et les hôtes charmants de la forêt qui l'ont adoptée, devaient tenter un grand cinéaste, c'est évident. Quelles merveilles un cinéaste comme Starewitch... n'aurait-il pas tirées du conte de Grimm ! À son défaut, contentons-nous de Walt Disney, animateur et créateur de tant de Mickey Mouse, poète de la couleur et des sons aussi, pour qui Blanche-Neige semble être l'apogée de son talent - il serait plus juste d'écrire le témoignage de la somme de travail formidable déployé par un groupe de techniciens penchés sur le sujet pendant trois années consécutives ». Dans la version originale, c'est le cœur d'un porc (« pig ») que le chasseur met dans le coffret pour tromper la Reine et lui faire croire qu'il a tué Blanche-Neige… il s'agit du cœur d'une biche dans la version française.
Le journal Le Figaro consacre, le 8 mai 1938, un article sur le dessin animé Blanche-Neige, peu après sa sortie en France, signé Pierre Brisson. L'auteur est très enthousiaste devant les perspectives qu'offre ce long métrage animé, un des premiers au monde et écrit « ... Ce que nous offrent à l'heure actuelle Walt Disney et les meilleurs praticiens n'est qu'une petite base de départ (Blanche-Neige y compris). Il faut penser à ce que cette technique nous réserve, à ce qu'elle nous offrira demain j'en suis sûr; à ce qu'on doit espérer d'elle... ». Bien que Pierre Brisson se montre critique vis-à-vis de la qualité de ce dessin-animé : « Il aurait suffi de quelques avis un peu sensibles pour que Blanche-Neige, au lieu d'un amusement, devînt une œuvre d'art ... ce film marque une date. On nous dit qu'il a coûté plusieurs dizaines de millions. C'est un détail. Je souhaite, s'il le faut, qu'il en rapporte des centaines. Je le souhaite pour qu'une tradition s'institue et que d'autres rêveurs se laissent tenter, pour que, dans l'avenir, le vrai miracle puisse se produire... »

#### Le film d'animation préféré d'Hitler
Le film n'est pas distribué en Allemagne, alors sous le régime nazi. Joseph Goebbels apprécie pourtant énormément le film et écrit dans son journal le 12 février 1940 : « Nous visionnons Blanche-Neige, un film américain de Walt Disney, une création artistique extraordinaire, un conte pour adultes pensé dans ses moindres détails et réalisé avec un authentique amour des hommes pour la nature. Un plaisir artistique infini ». Mais comme le film est distribué par RKO qui diffuse alors de nombreux films anti-nazis, les contacts sont rompus et le film n'est pas projeté en territoire allemand.
Cependant Blanche-Neige est projeté à Adolf Hitler dans son cinéma privé du Berghof à Obersalzberg. D'après Leonard Mosley, le frère de Walt Disney, Roy Disney s'est rendu en Allemagne pour y assurer la distribution de Blanche-Neige et est reçu par Joseph Goebbels. Selon Roger Faligot, l'œuvre devient le film d'animation préféré d'Hitler : « Blanche-Neige, adaptée à l'écran d'après le conte de Jacob et Wilhelm Grimm, originaires de Hesse, n'est-elle pas l'archétype de la beauté nordique et aryenne issue de la littérature allemande ? Et la sorcière au nez crochu, un symbole de l'esprit malfaisant, donc sûrement juif ? ». Il ajoute que « Hitler vouait un culte au film, qu'il aurait visionné durant toute la guerre et jusqu'aux derniers jours de son existence ». Selon William Hakvaag, directeur d'un musée militaire norvégien, des dessins signés A Hitler ou A H semblent attester qu'Hitler, dans les derniers moments de la guerre, dessinait des personnages de Walt Disney.

### La restauration du film
En 1987, le 50e anniversaire est marqué par la ressortie du film. En 1993, la société Disney demande à Cinesite, filiale de Kodak, de restaurer et numériser chaque image du film original ; le tout sous une étroite supervision dirigée par Harrisson Ellenshaw, fils de Peter Ellenshaw, un vétéran des studios Disney. Le but était de redonner au film son aspect original sans les altérations dues au temps et en particulier à l'oxydation des nitrates d'argent de la pellicule. Des flashs lumineux ont ainsi été supprimés et des corrections de couleur apportées, permettant à certains pastels de réapparaître. Le son a été également traité afin d'être au même niveau technique que la nouvelle image. Une fois la bande-son restaurée, un mixage audio en 5.1 a été effectué tout en respectant l'œuvre originale.
Cette restauration a permis à la société Disney de réinitialiser la date de démarrage des droits d'auteur. Alors que l'œuvre originale devait tomber dans le domaine public aux États-Unis en 2033, cette remasterisation et cette remise en couleur ont permis de repousser les droits d'auteur jusqu'en 2092. La période de protection est encore allongée par l'application de la législation sur les droits d'auteur, modifiée en 1998 par la Loi américaine d'extension du terme des droits d'auteur et surnommée Mickey Mouse Protection Act en raison du fort soutien de la Walt Disney Company.
Le 9 octobre 2001, le film est édité sur DVD aux États-Unis et est vendu à plus d'un million d'exemplaires le premier jour.

### Le film à travers les décennies
Le film Blanche-Neige et les Sept Nains est ressorti au cinéma aux États-Unis et au Canada dès juillet 1940 avec quatre courts métrages, principalement pour compenser les faibles revenus de Pinocchio sorti en février de la même année.
Il est ensuite ressorti en 1944 avec une importante campagne publicitaire centrée sur le personnage de Simplet avec entre autres Adriana Caselotti, Pinto Colvig et Clarence Nash sillonnant les États-Unis. Adriana Caselotti, alors âgée d'une vingtaine d'années se souvient avoir été payée 300 dollars la semaine pour porter la robe de Blanche-Neige et parler ainsi aux enfants. Caselotti a ensuite participé à d'autres tournées avec Disney, pour d'autres films, mais a décidé lors de la ressortie en 1952. L'émission The Walt Disney Christmas Show a assuré la promotion de cette ressortie ainsi que la sortie de Peter Pan (1953). Elle a été diffusée le 25 décembre 1951 et produite pour un budget alors record de 250 000 dollars.
Le film a ensuite été ressorti en 1958, 1967, en hommage à Walt Disney mort fin 1966, 1983, 1987 et 1993. La ressortie durant l'été 1983 a récolté 30 millions de dollars dont la moitié directement versée dans les caisses de Disney. Cette ressortie est aussi l'occasion pour ressortir différents produits dérivés comme une version Picture-disc de la bande originale, avec une illustration décorative sur la face du vinyle, lors d'une brève résurgence du phénomène au tournant des années 1980.

### Un film qui a marqué l'histoire
Blanche-Neige et les Sept Nains est considéré comme l'un des plus importants films de l'histoire du cinéma. En réaction à son succès, d'autres studios se lancent dans la production des longs métrages d'animation, comme la Paramount qui réclame à Max Fleischer des Popeye et des Betty Boop. Le premier à sortir est Les Voyages de Gulliver à Noël 1939. En 1989, Blanche-Neige et les Sept nains a été sélectionné par la Bibliothèque du Congrès pour figurer au National Film Registry pour son « importance historique, culturelle ou esthétique ». Blanche-Neige et les Sept Nains est présent dans différents classements établis par l'American Film Institute : il est classé trente-quatrième dans le « top 100 des plus grands films américains » après avoir été classé quarante-neuvième en 1997. La Reine figure à la dixième place du « top 50 » des plus grands méchants du cinéma. Le film est classé premier dans le « top 10 des meilleurs films d'animation ».
Le film apporte aussi une nouveauté dans l'animation : le générique liste tous les artistes ayant participé au film, ce qui n'était pas le cas pour les courts métrages. Un autre élément important est que les archives Disney conservent les documents de productions et même des enregistrements des séances de travail comme celle de Supervision de l'animation du 31 octobre 1935 où Walt Disney, Hamilton Luske, Harry Reeves et Charlie Thorson discutent de la scène de Blanche-Neige nettoyant le chalet des nains avec les animaux.
Leonard Maltin hésite sur le terme adéquat pour qualifier le film, « premier long métrage d'animation de l'histoire », « étape marquante de la carrière de Walt Disney », « fait marquant de l'histoire du cinéma ». Il cite aussi Howard Barnes du New York Herald Tribune : « Après avoir vu Blanche-Neige pour la troisième fois, je suis plus convaincu que jamais qu'il appartient aux quelques chefs-d'œuvre du cinéma. […] Walt Disney avait déjà créé des mondes d'enchantements avec ses courts métrages d'animation, mais jamais il ne nous a emmenés si totalement derrière leurs frontières magiques ».
Munro Leaf déclare que les « techniciens (artistes) sont des menteurs » et qu'« il sera difficile de l'en faire démordre quand ils disent que Blanche-Neige, son Prince, la Reine et tous les sept nains ont tous été faits avec de l'encre, de la peinture et des photographies assemblées les uns aux autres et garnis d'effets sonores ».
Pour Robin Allan, le succès du film est intrinsèque à l'œuvre, et marque pour très longtemps le monde du cinéma, et plus, « Le cinéma fut à son tour influencé par Blanche-Neige et les Sept Nains, du Magicien d'Oz (1939) aux films de Spielberg et plus récemment encore aux épisodes de Star Wars. Ce sont les dessins linéaires de Blanche-Neige qui transcendent l'époque et la réalisation du film, l'année 1937. Les personnages échappent à l'effacement, qui est le lot de toutes les représentations réalistes sur scène et à l'écran, et s'animent pour nous grâce à notre imagination, exactement comme les illustrations des livres qui inspirèrent les artistes Disney. »
La chanson Some Day My Prince Will Come est devenue un standard de jazz interprété, entre autres, par Miles Davis et Barbra Streisand. En France, les chansons ont connu un succès phénoménal dès leur sortie, grâce aux enregistrements d'Élyane Célis (Blanche-Neige) et de Ray Ventura et ses Collégiens. Finch conclut son étude du film ainsi : « Les chansons sont mémorables et comme tout le reste contribuent au déroulement de l'histoire. Comme pour l'animation, le caractère de chaque nain est fermement établi, chacun est un individu distinct. Le développement de la reine est excellent, à la fois avant et après sa transformation en sorcière. Le chasseur est efficace, les oiseaux et animaux fonctionnent aussi bien qu'une sorte de chœur grec. Blanche-Neige semble à l'occasion un peu trop une fille du XXe siècle mais elle a du charme et gagne facilement notre sympathie. Le seul vrai échec est le Prince, qui semble en bois et sans personnalité (Blanche-Neige mérite un meilleur consort). Finalement, le film en entier tente de maintenir une ambiance d'éternité qui est si essentielle au genre des contes de fées ».
Une chanson du film, I'm Wishing, a marqué John Lennon dans son enfance, et celui-ci s'en inspire de façon notable dans la chanson des Beatles Do You Want to Know a Secret.
Le 31 mars 2016, la presse annonce que Disney projette de développer une suite en prise de vue réelle à Blanche-Neige et les Sept Nains basé sur Rose-Rouge et aurait contacté pour l'écriture du scénario Evan Daugherty, scénariste de Blanche-Neige et le Chasseur (2012) et Justin Merz,.

## Analyse

### Une adaptation d'un conte
Le film des studios Disney se base sur un conte populaire possédant plusieurs variantes. La version des frères Grimm et ses nombreuses adaptations ont été l'objet de nombreuses études qui y ont cherché les interprétations de ce conte. Les plus courantes sont :
- le conte saisonnier basé sur le mythe de Perséphone opposant l'hiver (la reine) au printemps (Blanche-Neige), et les nains mineurs sont assimilables aux divinités chtoniennes ;
- le conte moral inculquant les bonnes manières ;
- le conte œdipien avec le conflit mère-fille qui a été étudié par plusieurs psychanalystes, notamment Bruno Bettelheim[216] et Marie-Louise von Franz ;
- le conte initiatique féminin[217] comprenant plusieurs points avec par exemple la période dans le chalet « Blanche-Neige fait son éducation de jeune fille auprès des nains asexués, en s'occupant des tâches ménagères mais en attendant « le prince charmant » qui la délivrera du désir qui l'étouffe, matérialisé par la pomme empoisonnée ». Pour Lynda Haas, le film fait partie des nombreuses productions de Disney où le personnage principal n'a pas de mère[218].

Les études explicitement dédiées à la version de Disney sont plus rares. On peut toutefois citer :
- Citant des auteurs comme Stanislav Grof, Joseph Campbell et Carl Gustav Jung, Thomas B. Roberts déclare que la version du conte par Disney parle « à la part inconsciente de l'esprit humain » avec les expériences de naissance de Grof, le monomythe de Campbell et les archétypes de Jung[219].
- Dans Blanche-Neige, les sept nains et… autres maltraitances. La croissance empêchée[220], Danielle Rapoport et Anne Roubergue-Schlumberger mettent en parallèle l'enfance difficile de Walt Disney, les maltraitances infantiles et l'utilisation des personnages des nains dans Blanche-Neige. Pour ces deux auteurs, Blanche-Neige incarne l'image d'« une grande sœur maternant, compétente et belle qui illuminera leur vie » tandis que Walt Disney transmet ses peurs infantiles.

D'après David Whitley, le film Blanche-Neige inaugure un style de film pastoral, bucolique. La maison dans la forêt est une retraite campagnarde qui sert de base idéalisée pour la narration. Pour Charles Salomon, Blanche-Neige et les Sept Nains puis Cendrillon et La Belle au bois dormant marquent chacun « une étape des capacités des artistes du studio à animer de manière convaincante une jeune femme et une histoire autour d'elle. »

### Différences avec le film
L'adaptation par les studios Disney du conte original des frères Grimm comporte de nombreux points de dissemblance. Il faut aussi ajouter une liste d'idées développées pour le film mais qui n'ont pas été animées ou intégrées à la version finale et évoquées dans deux sections ci-avant Concepts abandonnés et scènes supprimées.
Comme toute adaptation, celle-ci propose une relecture du conte ainsi qu'une mise en images. En raison de son succès la représentation proposée par Disney efface parfois le conte original dans l'esprit populaire.
- Éléments retirés
  - la mort en couches de la mère de Blanche-Neige ;
  - la reine ne se déguise plus en vendeuse mais se transforme en sorcière ;
  - une seule tentative de meurtre par le chasseur et une d'empoisonnement avec la pomme, il supprime celle avec un peigne empoisonné et celle avec un corsage[224] ;
  - les hurlements des bêtes contre la sorcière durant la poursuite[224].
- Éléments ajoutés
  - Blanche-Neige en guenilles lavant le château[73] ;
  - la mise en place d'un décor visuel et non uniquement littéral ;
  - l'individualisation des sept nains[72], par leur baptême mais aussi en leur donnant une personnalité[75] ;
  - l'ajout de nombreux éléments divertissants ou comiques autour des nains comme les scènes de la mine, de la danse avec Blanche-Neige ou celle du lavage des mains ;
  - la transformation de la reine est représentée. Elle s'inspire des films d'horreur[78] tirés de L'Étrange Cas du docteur Jekyll et de M. Hyde[80] ;
  - l'histoire d'amour plus importante entre Blanche-Neige et le Prince. Elle s'inspire du Roméo et Juliette de George Cukor et « certaines scènes reprennent l'esthétique d'opérette de cette adaptation »[76] ;
  - la mise en musique de tout le film[60],[91].
- Éléments modifiés
  - la danse jusqu'à la mort en chaussures rouges de la Reine, au profit d'une chute d'une falaise[224] ;
  - la léthargie stoppée par le baiser du prince et non par le rejet du morceau de pomme[44]. Cette idée du « baiser du prince réveillant Blanche-Neige » et non « le prince qui en soulevant le corps sans vie débloque le morceau de pomme empoisonné coincé entre les lèvres » a été introduite par un Educational Films de 1913[39] ;
  - durant cette même léthargie, la princesse reste dans un cercueil de verre, mais l'idée n'est pas de Disney et ainsi sur une illustration d'une traduction en islandais datée de 1852, Blanche-Neige est représentée dans son cercueil et on peut la voir au travers de l'image en question.

### Impact psychologique
Steven Watts écrit que Blanche-Neige et les Sept Nains, Pinocchio, Fantasia, Dumbo et Bambi sont devenus un élément central et parfois adoré de l'héritage du studio en définissant un jalon créatif et en présentant une imbrication complexe d'éléments artistiques et de divertissements. Le studio développe avec Blanche-Neige une formule de l'héroïne mêlant esthétique et absence de véritable défaut, souvent traduit par une jeune fille belle généreuse ou au cœur pur, faisant ainsi écho aux contes immortalisés au XIXe siècle, formule réutilisée avec Cendrillon (1950). Brode note qu'à l'instar de Cendrillon le film débute par un décès. Neil Sinyard note que les Silly Symphonies La Danse macabre (1929) et Les Cloches de l'Enfer (1929) prouvent que Disney pouvait être macabre, sombre et que les scènes cauchemardesques sont régulièrement présentes dans les longs métrages de Disney comme Blanche-Neige (1937), Pinocchio (1940) ou Fantasia (1940). Cette présence rend futile les critiques qualifiants d'aberration les productions plus adultes des années 1980 tel que Les Yeux de la forêt (1980) ou La Foire des ténèbres (1983), le spectateur devant y voir selon Sinyard la résurgence d'une tradition remontant à La Danse macabre.
Le film présente comme Cendrillon d'autres images associées à l'héroïne, la jeune fille rêve du bonheur, exprime ses sentiments par le chant, se lie d'amitié avec des animaux souvent de petite taille et prend du temps pour s'occuper d'eux. Dans ces deux adaptations de contes, les héroïnes sont assistées dans leurs tâches ménagères par les animaux. De plus, le prince tombe amoureux de la jeune fille au premier regard popularisant le coup de foudre. Sean Griffin considère que Blanche-Neige possède une double-lecture dans laquelle on peut entrevoir une rêverie homosexuelle. Pour Brode, Blanche-Neige, à l'instar de Cendrillon et La Belle au bois dormant est « un commentaire noir et profond de la vie contemporaine », paraphrasant Robin Wood à propos d'Alfred Hitchcock.
Le studio Disney reprend avec ce film le stéréotype de la marâtre, comme dans Cendrillon. Elizabeth Bell considère que le studio a créé un message corporel mitigé en utilisant des danseuses filmées pour créer les personnages de jeune fille de Blanche-Neige, Cendrillon et Aurore, ce qui leur donnent l'aspect dur, stricte et discipliné d'une danseuse en plein effort. Elle ajoute que l'héroïne Disney, quand elle est modelée d'après une danseuse, est souvent accompagnée d'un partenaire masculin vide et creux.

## Adaptations et produits dérivés
Blanche-Neige et les Sept Nains a été la source d'une importante production de produits dérivés. La gamme a été rapidement plus large que celle de Mickey Mouse à ses débuts, allant des hochets pour bébés aux brosses à dents en passant par les ombrelles et les jeux de cartes. Parmi les objets, certains dénotent, comme les cravates représentant chacun des nains confectionnées par la firme Paris Newckwear of New York, les marionnettes des nains ou la tirelire Simplet. En 1938, un poste de radio et une montre Ingersoll représentant Blanche-Neige sont produits. Les objets les plus nombreux restent les figurines et les poupées pouvant aller jusqu'à des œuvres d'art comme les sculptures en porcelaine d'Enzo Arzenton produites à 2 500 exemplaires en 1984 et vendues entre 1 590 et 1 850 dollars.

### Disques
De nombreux supports ont été édités avec des extraits ou l'intégralité des chansons du film.

#### Aux États-Unis
- En 1956, Walt Disney Records sort son premier album de Blanche-Neige sur disque phonographique[237].
- En 1957, un disque comprenant une version narrée par Annette Funicello est édité par Disney Records[238].
- Au début des années 1960, une nouvelle version narrée par Ginny Tyler est publiée[239].
- En 1966, Disney lance une seconde vague de livres de lecture accompagnés de disque ("read-along book" traduit en "livre audio") dont un avec Blanche-Neige[240].
- En 1980, une nouvelle version narrée par Hal Smith est publiée[241].
- En 1988, la version de Hal Smith est publiée sur disque compact, c'est le premier CD de Disney[241].

#### En France
Adapté au disque dès 1938, Blanche-Neige est l'un des premiers livres-disques, inventés par le français Lucien Adès dans les années 1950 et commercialisés sous le label Petit Ménestrel.
- 1938 : Blanche-Neige et les Sept Nains, adaptation de A. Thomazeau et P. Beyer, avec Élyane Célis, Adrien Lamy, Robert Buguet, Andréany, direction musicale de Marcel Cariven (disque 78 tours Pathé Marconi).
- Années 1950 : Blanche-Neige et les Sept Nains, adaptation de Lucien Adès et Yves Darriet (chansons), raconté par François Périer avec Jany Sylvaire et Aimé Doniat (disque 33 tours 25 cm).
- 1962 : Blanche-Neige et les Sept Nains, adaptation de Jean Bolo, raconté par Dany Robin avec Claude Nollier (la Reine), Sylvine Delannoy (Blanche-Neige), Gaëtan Jor (Grincheux, Atchoum, le Miroir magique), François Timmerman, Roland Koessler, Fred Descamps, direction musicale de Jean Baïtzouroff (33 tours 25 cm. Republié dans les années 1970 en 33 tours 30 cm).
- 1967 : Blanche-Neige et les Sept Nains, raconté par Claude Nicot avec les voix de Anna Gaylor et Monique Martial (33 tours 17 cm. Republié en 1977 en disque 45 tours 17 cm).
- 1973 : Blanche-Neige apprend l'heure aux sept nains, Blanche-Neige et les Sept Gourmands et Prof apprend l'alphabet à ses copains les nains, racontés par Rosy Varte et Maurice Vamby (33 tours 17 cm. Republiés en 1976 en 45 tours 17 cm)[NB 3].
- 1983 : Blanche-Neige et les Sept Nains, raconté par Bernard Giraudeau avec Isabelle Ganz, Louison Roblin, Raymond Loyer, Gérard Surugue et Roland Kossler (33 tours 30 cm).
- 1983 : Blanche-Neige et les Sept Nains, raconté par Marie-Christine Barrault (45 tours 17 cm).

### Bandes dessinées
Avec le film Blanche-Neige, les studios ont initié une tradition de publication d'histoires basées sur les films avant leur sortie officielle, avec parfois des éléments divergents, comme c'est le cas pour Blanche-Neige et les Sept Nains, dont une prépublication dans le magazine Look comprend l'image de la mère de Blanche-Neige, absente du film. Cette histoire est dessinée pour les quotidiens américains par Hank Porter et Bob Grant, tandis que les pages de promotion parues à la même époque dans Good Housekeeping sont de l'émigré suédois Gustaf Tenggren.
Les personnages de Blanche-Neige et des Sept Nains connaîtront un grand succès en Italie et en Turquie. En Italie, des histoires originales sont produites dès 1939 par Federicho Pedrocchi et Nino Pagot puis par Romano Scarpa, Luciano Bottaro, Pier Lorenzo De Vita ou encore Giulio Chierchini dans les années 1950 et 1960. En Turquie, des auteurs inconnus ont produit plusieurs histoires, dont une dans laquelle Blanche-Neige donne naissance à un enfant. Le personnage a également été repris dans des histoires d'origine brésilienne (dessins de Carlos Edgard Herrero (pt), notamment) ou française d'auteurs inconnus.
Pour annoncer la ressortie du film en salle en avril 1944, Walt Kelly dessina une histoire de 3 pages dans le journal Walt Disney's Comics and Stories no 43, histoire dans laquelle intervenait Donald Duck. Par la suite, Blanche-Neige apparaît dans des comic-books américains de Jack Bradbury, Paul Murry, Tony Strobl ou encore Pete Alvarado. Mark Arnold mentionne un one-shot en 1984.
Les premières publications en France d'histoires de Blanche-Neige sont dans le Journal de Mickey de 1938 puis les Belles Histoires de 1949.

### Films, séries et documentaires
- En 1941, un court métrage de propagande des studios Disney, Seven Wise Dwarves commissionné par l'Office national du film du Canada utilise les personnages des nains pour inciter les gens à souscrire à des bons[254]. Les nains emmènent leurs diamants à la banque pour y acheter les bons. Dans ce film, les animations sont celles du long métrage mais avec un nouveau décor[255].
- En 1943, un autre court métrage de propagande des studios Disney, The Winged Scourge montre les nains luttant contre la malaria[255]. À la différence de Seven Wise Dwarves, ce film utilise des animations inédites[256].
- La même année, une parodie black est réalisée dans la série des Merrie Melodies : Coal Black and de Sebben Dwarfs.
- Dans les années 1950 et 1960, Walt Disney utilise régulièrement le personnage du Miroir Magique comme coprésentateur dans l'émission Disneyland, personnage alors interprété par Hans Conried[257].
- En septembre 1978, un court métrage éducatif des studios Disney, Snow White: A Lesson in Cooperation a été réalisé et traite des bénéfices des actions en coopération, même dans les chœurs[258].
- Le film Blanche-Neige est regardé par les Gremlins dans le film Gremlins (1984).
- Le personnage de Blanche-Neige apparaît dans la série d'animation Tous en boîte (2001-2004) comme une invitée.
- On peut voir l'ombre de Blanche-Neige et des sept nains dans le film d'animation Le Roi lion 3 : Hakuna Matata (The Lion King 1½, 2004) projetée sur l'écran de la salle de cinéma.
- Le film Il était une fois de Disney parodie plusieurs personnages ou scènes caractéristiques de Blanche-Neige dont la Sorcière, le Miroir Magique ou le travelling vers la maison des nains.
- La série télévisée Once Upon a Time a pour personnages principaux Blanche-Neige / Mary Margaret Blanchard, le Prince Charmant/ David Nolan et leur fille Emma Swan. La série suit l'histoire des habitants de Storybrooke, des personnages de contes de fée ne se rappelant plus de qui ils étaient avant d'être touchés par la malédiction lancée par la Méchante Reine Regina, voulant se venger de Blanche-Neige.
- Les sept nains sont les personnages principaux de la série animée Les 7N, diffusée entre 2014 et 2016.
- Dans le film Ralph 2.0 de 2018, la protagoniste rencontre brièvement les princesses Disney, parmi lesquelles Blanche-Neige, interprétée par Pamela Ribon (en)
- Disney produit une adaptation en prises de vues réelles, Blanche-Neige de Marc Webb, sortie en 2025.

### Parcs d'attractions
Dans les parcs Disney, Blanche-Neige et les Sept Nains sont présents sous la forme :
- d'une attraction intitulée Snow White's Enchanted Wish, Snow White's Adventures ou Blanche-Neige et les Sept Nains à Disneyland (Californie), à Tokyo Disneyland et au Parc Disneyland de France. Cette attraction présentait à Disneyland à partir de 1955 et au Magic Kingdom à partir de 1971, une version à la première personne sans Blanche-Neige[259],[260]. Cela a été corrigé à Disneyland en 1983[260],[261] et au Magic Kingdom en 1994[259],[261]. La version du Magic Kingdom a fermé le 31 mai 2012[262].
- d'une attraction de type train de la mine intitulée Seven Dwarfs Mine Train au Magic Kingdom de Walt Disney World Resort et à Shanghai Disneyland.
- d'une scène dans l'attraction Storybook Land Canal et Le Pays des contes de fées à Disneyland et Disneyland Paris.
- d'une scène du spectacle Fantasmic! à Disneyland et aux Disney's Hollywood Studios
- d'une scène, la Grotte de Blanche-Neige, située au pied du château de la Belle au bois dormant à Disneyland depuis le 27 mars 1961[263]. La scène comprend des statuettes en marbre d'Italie, offertes à Walt Disney et installées autour d'une cascade, mais comme les 8 statuettes avaient la même taille, l'imagineer John Hench l'a mise en hauteur. Une réplique de la scène existe au pied du château de Cendrillon à Tokyo Disneyland[263] et à Hong Kong Disneyland au pied aussi du château de la Belle au bois dormant, réplique exacte de celui de Californie.
- des personnages costumés présents dans les parcs et les parades.

### Spectacles
- Une comédie musicale, Disney's Snow White Live at Radio City Music Hall, a été créée en 1979 et jouée au Radio City Music Hall du 18 octobre 1979 au 9 mars 1980[264] avec Mary Jo Salerno interprétant Blanche-Neige, un enregistrement vidéo de ce spectacle incluant quatre chansons supplémentaires a été diffusé en décembre 1980 en cassette et sur des chaînes payantes puis en 1987 sur Disney Channel[22].
- Un spectacle de Disney on Ice intitulé Blanche-Neige et les Sept Nains a débuté en 1986. Une seconde version révisée a débuté en 1994[265]. Un troisième spectacle a débuté en 2000.
- Des extraits du spectacle ont été inclus dans Mickey & Minnie's Amazing Journey, présenté en 2001-2002, et dans Princess Classics (ou Princess Wishes) créé en 2006 et encore en tournée.

### Jeux vidéo
- Un jeu vidéo Blanche-Neige et les Sept Nains a été édité en 2001 sur Game Boy Color[266].
- Le personnage de Blanche-Neige apparaît aussi dans le jeu Kingdom Hearts sur PlayStation 2 comme l'une des sept « princesses de cœur » (« princesses of heart »)[267].

### Autre
- Blanche-Neige est l'une des princesses de la franchise commerciale Princesses Disney.